# Rakousko-uherská armáda

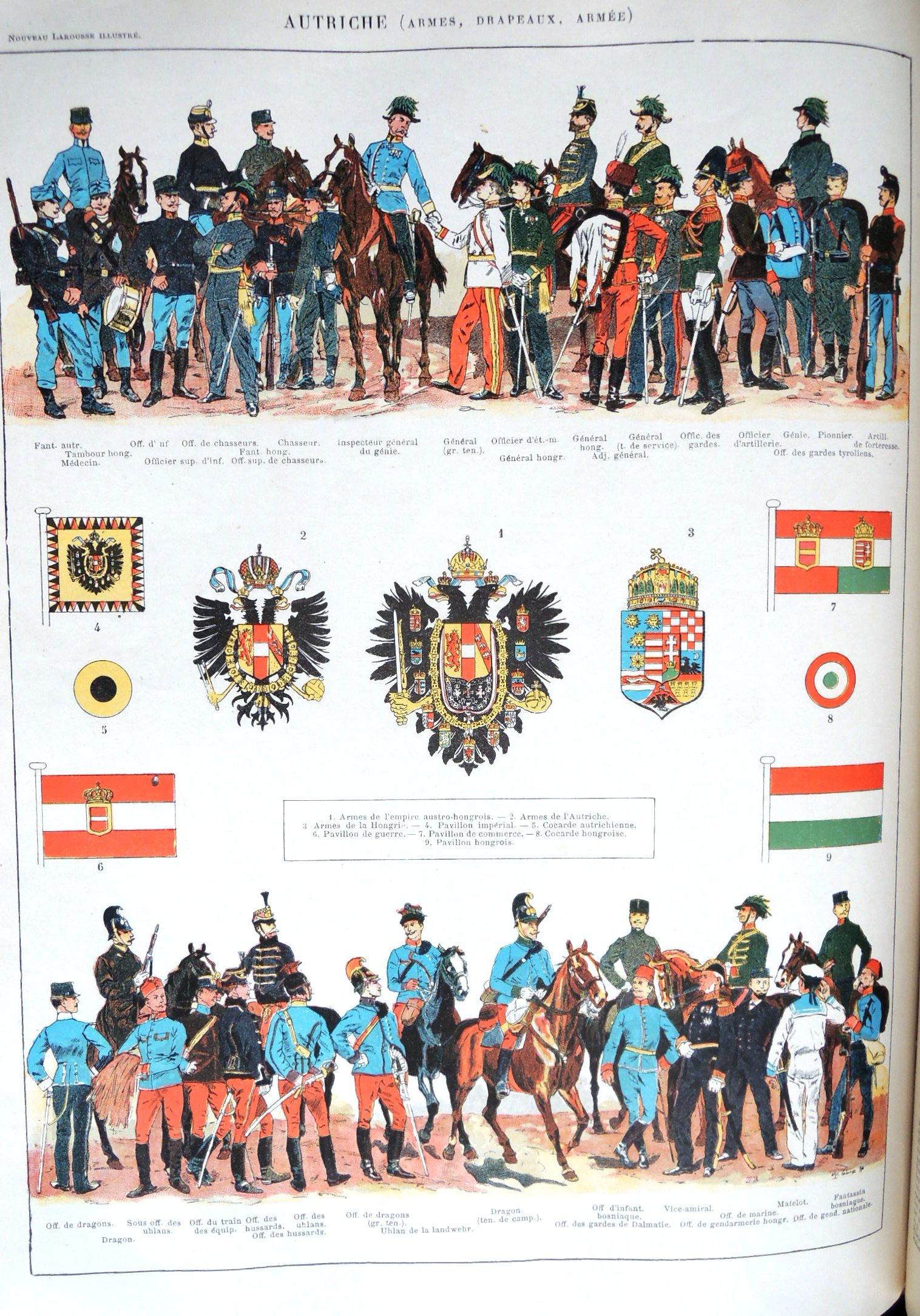
Uniformy rakousko-uherské armády kolem 1900

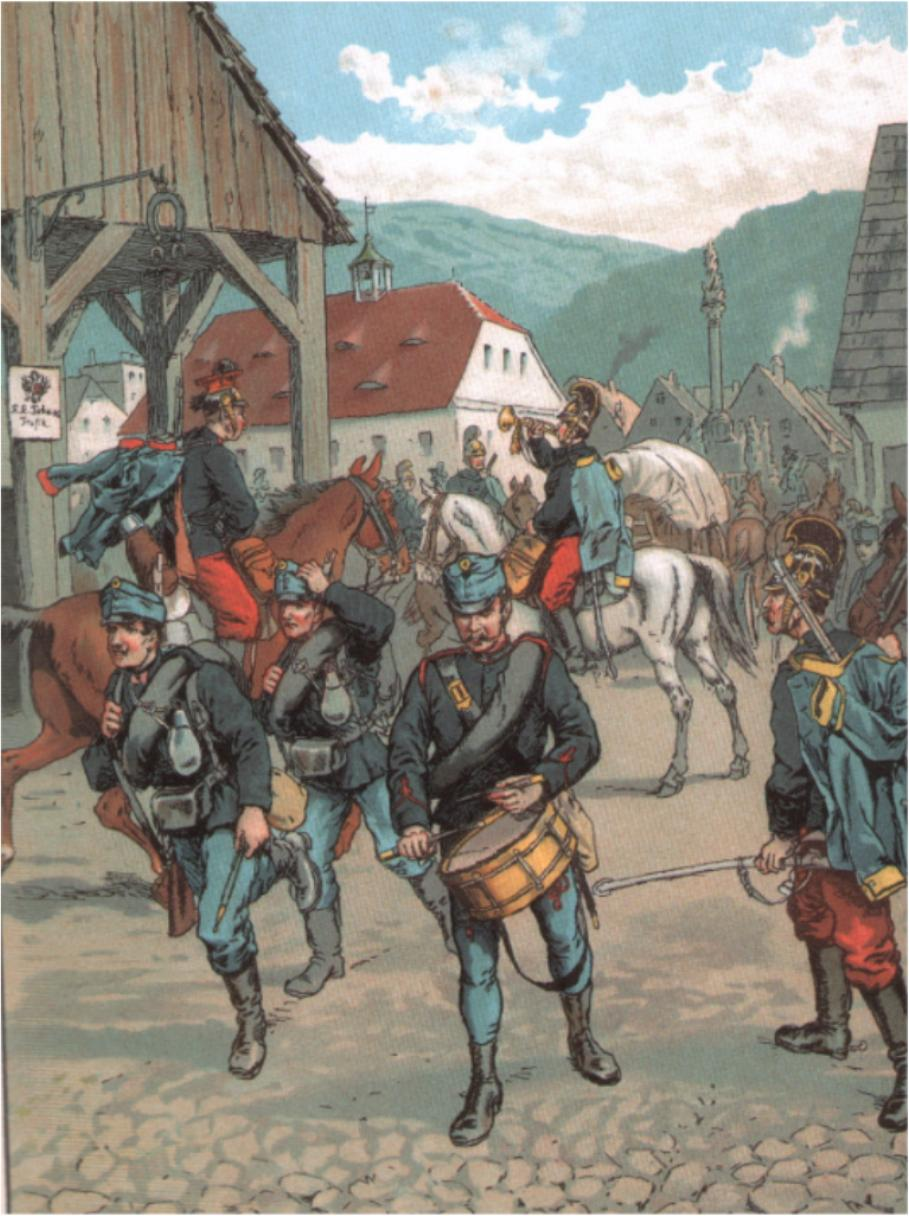
"Alarm im Feldquartier" ("Poplach v polním ležení")

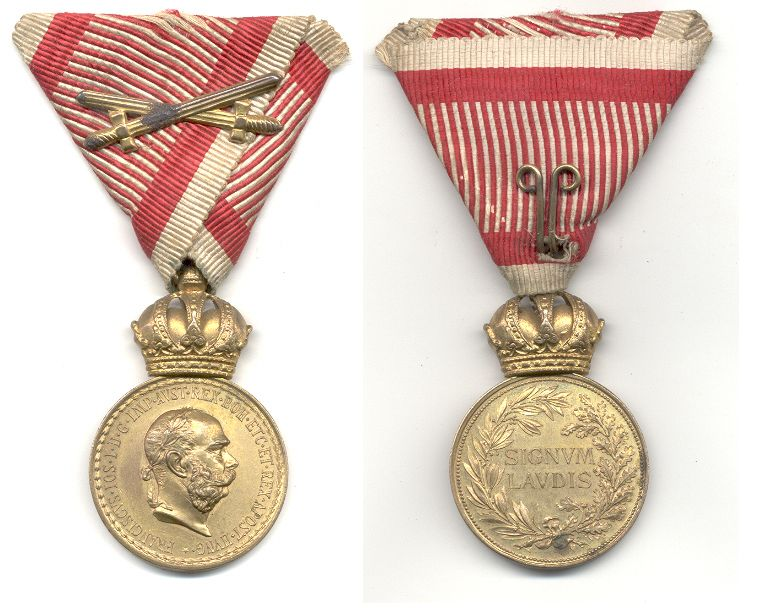
Medaile Signum Laudis

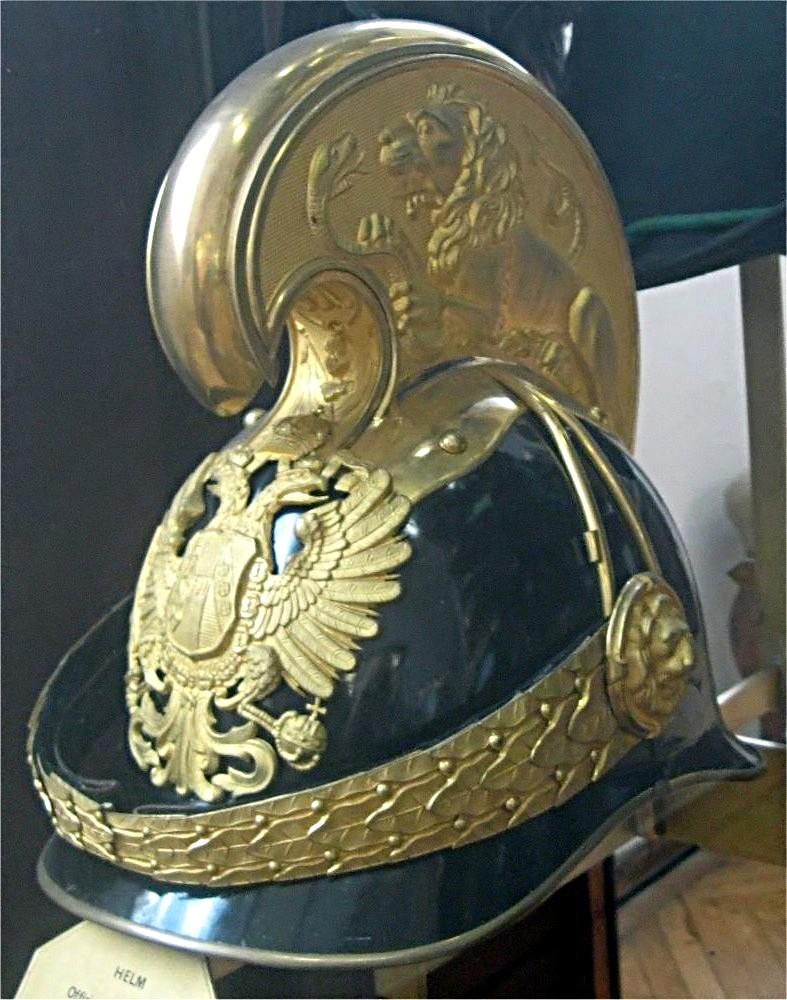
Přilba rakousko-uherského dragounského důstojníka

Rakousko-uherská armáda (německy Österreichisch-Ungarische Landstreitkräfte (v překladu do češtiny Rakousko-uherské pozemní síly), chorvatsky Austro-ugarska vojska) bylo označení pozemních vojsk Rakousko-Uherska, součásti ozbrojených sil Rakouska-Uherska. Vznikla v roce 1867 spolu se vznikem Rakousko-Uherska v důsledku rakousko-uherského vyrovnání a zanikla v roce 1918 spolu se zánikem Rakouska-Uherska.
V roce 1914 bylo Rakousko-Uhersko schopno postavit na 32 divizí, což představovalo na 1 300 000 důstojníků a vojáků + 1 000 000 příslušníků rakouské i uherské zeměbrany. Mírový stav armády byl 450 000 mužů (z toho 36 000 důstojníků), takže bylo nutno povolat záložníky. Protože monarchie povolávala do zbraně pouze 29 % schopných mužů, byly záložní divize složeny ze starších odvedenců (třicátníci a čtyřicátníci).
Tradiční, letité bílé pěchotní uniformy byly v druhé polovině 19. století nahrazeny tmavě modrými tuniky, které byly postupně nahrazeny uniformami v barvě štičí šedi (Hechtgrau), používané v počátečních fázích první světové války. Od roku 1915 se začalo přecházet na uniformy polní šedi (Feldgrau).

## Organizace

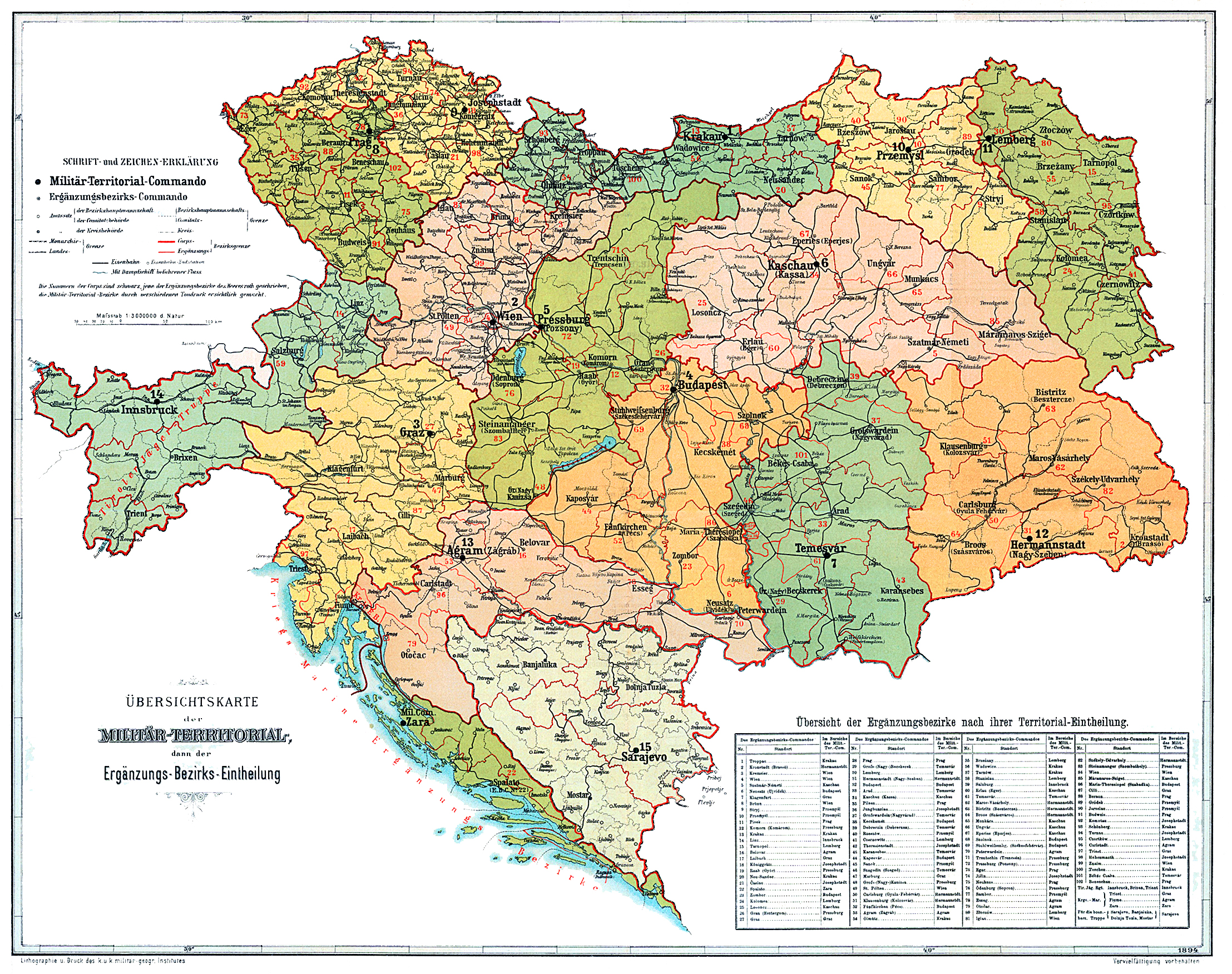
Vojenské jednoty v rámci Rakousko-Uherska

Skládala se ze Společné armády, Císařsko-královské zeměbrany a Královské uherské zeměbrany. Společná armáda spadala pod Ministerstvo války Rakousko-Uherska, Císařsko-královská zeměbrana spadala pod ministerstvo zemské obrany Rakouska a Královská uherská zeměbrana spadala pod ministerstvo zemské obrany Uherska.
Císař a král jako vrchní velitel měli na svém dvoře k dispozici vojenskou kancelář, jejímž úkolem bylo udržovat styk s jednotlivými ministerstvy. Náčelník generálního štábu, formálně podřízený ministru války, měl přímý přístup k panovníkovi.

### Struktura rakousko-uherské armády v srpnu 1914
Pěchota:
- 49 pěších divizí
  - 76 pěších brigád a 14 horských brigád
    - 102 pěších pluků a 4 pluky bosensko-hercegovinské pěchoty
    - 4 pluky horských (tyrolských) myslivců a 26 praporů polních myslivců

Jezdectvo:
- 8 jízdních divizí
  - 16 jízdních brigád
    - 42 jízdních pluků (15 dragounských, 16 husarských a 11 hulánských)

Dělostřelectvo:
- 42 polních (divizních) dělostřeleckých pluků
- 11 horských dělostřeleckých praporů a 11 horských dělostřeleckých pluků
- 14 sborových dělostřeleckých pluků
- 6 pluků a 3 prapory pevnostního dělostřelectva

Ostatní:
- 16 dopravních praporů
- 23 ženijních praporů, mostní prapor, železniční pluk a telegrafní pluk

To vše soustředěno do 16 armádních sborů.

### Velitelé armádních sborů
| Armádní sbor, sídlo velitelství  | Velitel                                                      |
| -------------------------------- | ------------------------------------------------------------ |
| I. armádní sbor Krakov           | Eduard von Böhm-Ermolli (1856–1941), generál jezdectva       |
| II. armádní sbor Vídeň           | Alfred von Ziegler (1854–1921), generál pěchoty              |
| III. armádní sbor Štýrský Hradec | Emil Colerus von Geldern (1856–1919), generál pěchoty        |
| IV. armádní sbor Budapešť        | Karl Tersztyánszky von Nádas (1854–1921), generál jezdectva  |
| V. armádní sbor Prešpurk         | Paul Puhallo von Brlog (1856–1926), polní zbrojmistr         |
| VI. armádní sbor Košice          | Svetozar Borojević von Bojna (1856–1920), generál pěchoty    |
| VII. armádní sbor Temešvár       | Otto Meixner von Zweienstamm (1858–1946), generál pěchoty    |
| VIII. armádní sbor Praha         | Arthur Giesl von Gieslingen (1857–1935), generál pěchoty     |
| IX. armádní sbor Litoměřice      | Lothar von Hortstein (1855–1944), generál pěchoty            |
| X. armádní sbor Přemyšl          | Hugo Meixner von Zweienstamm (1858–1951), generál pěchoty    |
| XI. armádní sbor Lvov            | Dezsö Kolossváry von Kolosvár (1854–1919), generál jezdectva |
| XII. armádní sbor Sibiu          | Hermann Kövess von Kövessháza (1854–1924), generál pěchoty   |
| XIII. armádní sbor Záhřeb        | Adolf Rhemen zu Barensfeld (1855–1932), polní podmaršál      |
| XIV. armádní sbor Innsbruck      | Viktor Dankl (1854–1941), generál jezdectva                  |
| XV. armádní sbor Sarajevo        | Michael von Appel (1856–1915), generál pěchoty               |
| XVI. armádní sbor Dubrovník      | Blasius von Schemua (1856–1920), generál pěchoty             |

## Nejvyšší velení rakousko-uherské armády v roce 1914
Následující přehled vrchního velení rakousko-uherské armády zachycuje stav na začátku roku 1914. K řadě personálních změn došlo krátce poté. Jeden z nejvyšších představitelů armády, následník trůnu František Ferdinand d'Este, byl zavražděn 28. června 1914 v Sarajevu a tento atentát byl ostatně jedním z impulsů k vyvolání první světové války. Hned v prvním roce války bylo kvůli neúspěchům na východní frontě odvoláno několik sborových velitelů (například Emil Colerus von Geldern, bývalý uherský ministr zeměbrany Dezsö Kolossváry nebo bratři dvojčata Otto Meixner a Hugo Meixner). Naopak jiní sboroví velitelé byli aktivní i v dalších letech války a patřili k předním vojevůdcům rakousko-uherské armády až do zániku monarchie (Kövess, Boroević, Dankl)

### Vrchní velení rakousko-uherské armády 1914
- Generální inspektor ozbrojených sil: arcivévoda František Ferdinand d'Este (1863–1914), generál pěchoty, následník trůnu
- Vrchní velitel pozemní armády: Bedřich Rakousko-Těšínský (1856–1936), polní maršál
- Náčelník generálního štábu: Franz svobodný pán Conrad von Hötzendorf (1852–1925), polní zbrojmistr
- Generální inspektor jezdectva: Rudolf von Brudermann (1851–1941), generál jezdectva
- Generální inspektor pěchoty: Liborius von Frank (1848–1935), generál pěchoty

### Ministři
- Ministr války Rakouska-Uherska: Alexander von Krobatin (1849–1933), polní zbrojmistr
- Ministr zeměbrany Předlitavska: Friedrich von Georgi (1852–1922), generál pěchoty
- Ministr zeměbrany Uherského království: baron Samuel Hazai (1851–1942), polní podmaršál

## Druhy vojska

### Pěší pluky

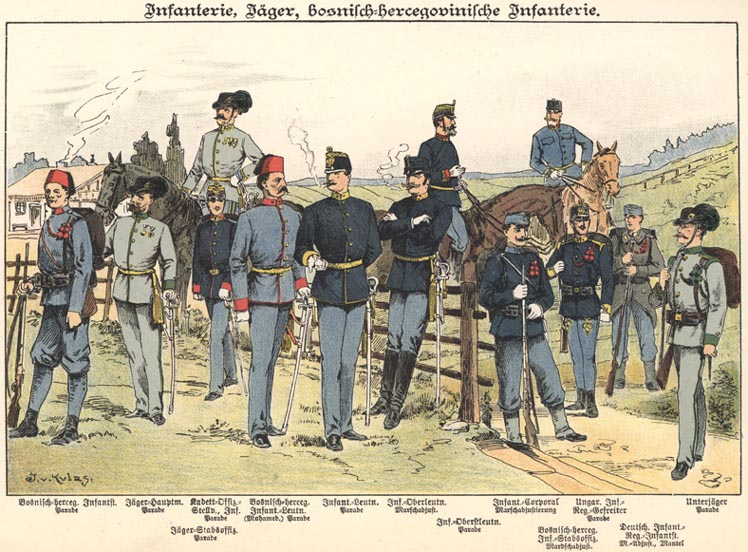
Pěchota, 1898

Stejně jako u všech ostatních armád tvořila srdce rakousko-uherské armády pěchota, která vedla vojenské operace. Císařský a královský voják se oblékal do modro-šedivé uniformy vz. 1908 (štičí šeď) se stojatým límcem s výložkami v plukovní barvě, okovanými botami a polní čapkou s mosaznou kokardou a iniciálami FJI – František Josef I. (v listopadu 1916 nahrazen iniciálou K – Karel I.). Výstroj tvořil opasek a řemení z hnědé kůže, ve čtyřech sumkách se nacházelo 40 nábojů. Na zádech voják nesl tlumok z telecí kůže, ve kterém byla: náhradní košile, náhradní sada spodního prádla, souprava stanu (celta, část tyče, kolíky), pár lehké obuvi, šátek, onuce, řemínky na kabát, kapesník, dva výstrojní řemínky, balíček první pomoci a 80 dalších nábojů do pušky. Nahoře na tlumoku byl upevněn stočený kabát, zavěšená polní lopatka a jídelní miska s obalem. Na levém boku se nacházel bodák, zavěšený koženým pouzdrem na opasku a chlebník, ve kterém byla příborová sada, plná polní láhev a souprava na čištění pušky.
V roce 1915 přibyla plynová maska v ocelovém pouzdře. V druhé polovině roku 1916 nahradila tradiční látkovou čapku ocelová přilba. Rakousko-uherská armáda používala dva typy přileb, tuzemské přilby Berndorfer vz. 1916 (400 000 kusů) a německé přilby vz. 1917. Těch bylo z Německa dovezeno mezi lety 1917–1918 na 1 485 000 kusů. Tyto přilby byly vysoce ceněny zvláště na jižní frontě, kde prokázaly svou vysokou účinnost a spolehlivost.
Zatímco vojáci a poddůstojníci dostávali uniformy a vybavení na státní útraty, důstojníci si museli vše hradit ze svého.
Standardní zbraní pěchoty byla pětiranná opakovací puška Mannlicher vz. 1895 s přímo taženým závěrem ráže 8 mm, přičemž upravená karabina stejného vzoru se nacházela ve výzbroji jezdectva, horských a technických jednotek. Protože armáda měla z dřívějších let velké zásoby pušek Mannlicher starších typů (vz. 1888/1890 a 1890) byly jimi vyzbrojeny jednotky domobrany a používaly se u náhradních jednotek ke střeleckému výcviku. Kromě toho Rakousko-Uhersko vyrábělo v licenci německé pušky Mauser vz. 1898 ráže 7,92 mm, které byly v létě 1914 zařazeny do výzbroje. Během války bylo také využito velkého množství ukořistěných ruských pušek Mosin-Nagant ráže 7,62 mm.
Ruční palné zbraně nosili hlavně důstojníci. Ti mohli před válkou nakupovat jak z armádních skladů, tak na volném trhu. Nejběžnějšími typy byly revolvery Rast-Gasser vz. 1898, samonabíjecí pistole Roth-Krnka vz. 1907 a Steyr vz. 1912 ráže 8 mm. Zvláště velké oblibě se těšila německá pistole Mauser vz. 1896 jejíž dřevěné pouzdro se dalo použít jako ramenní opěrka. Lze obecně uvést, že za války bylo možné u jednotek c. a k. armády objevit téměř jakýkoliv typ ruční palné zbraně, pocházející buď z domácích zdrojů nebo z kořisti.
Těžké pěchotní zbraně byly na počátku války reprezentovány standardním těžkým kulometem Schwarzlose vz. 1907/1912 ráže 8 mm, ovšem během války jej doplnily kořistní těžké kulomety, jimiž byly např. italský Fiat-Revelli vz. 1914 ráže 6,5 mm nebo ruský Maxim vz. 1910 ráže 7,62 mm. Koncem roku 1915 se standardní zákopovou zbraní staly minomety, přičemž jejich ráže sahaly od 9 cm až do 26 cm. Běžně byly používány minové vrhače vz. 1915 a 1916 ráže 9 cm.
 V roce 1916 přibyly zákopové kanóny Škoda vz. 1915 a 1916 ráže 3,7 cm, které bylo možné přenášet v rozloženém stavu. Ve výzbroji se také objevily ruční granáty. Dva typy ručních granátů se objevily v rakousko-uherských jednotkách už v březnu 1915 a to tzv. vajíčkové granáty a granáty systému Rohr, které byly nakonec nahrazeny německým granátem Stielhandgr. 24 se dřevěnou rukojetí.
Zvláštní zbraně, jimiž byly plamenomety a prostředky chemické války, byly zařazeny do výzbroje speciálních ženijních jednotek.
Organizační struktura pěchoty zahrnovala celkem 110 pluků:
- 102 pěších pluků (Infanterieregiment)
- 4 pluky tyrolských císařských myslivců (Tiroler Kaiser-Jägerregiment)
- 4 bosensko-hercegovinské pěší pluky (Bosnien-herzegovinisches Infanterieregiment)
  - 26 praporů polních myslivců (Feldjägerbataillon)
  - 1 bosensko-hercegovinský prapor polních myslivců (Bosnien-herzegovinisches Feldjägerbataillon)
    - 6 rot hraničářských myslivců (Grenzjägerkompanie)
- 37 zeměbraneckých pěších pluků (Landwehr-Infanterieregiment)
- 3 pluky tyrolských zemských střelců (Tiroler Landschützenregiment)
- 32 pluků uherské zeměbrany (Honvédség-Gyalogezred)
- 40 pluků rakouské domobrany (Landsturmregiment)
- 32 pluků uherské domobrany (Milíciákezred)

V srpnu 1914 měl pěší pluk na úplných válečných stavech celkem 4 600 vojáků všech hodností. Tvořilo jej: velitelství pluku, zákopnická četa, čtyři pěší prapory po čtyřech rotách (v každé rotě 5 důstojníků, 250 poddůstojníků a vojáků) se čtyřmi četami (v každé četě 1 důstojník, 36 poddůstojníků a vojáků a 2 těžké kulomety). Zeměbranecké pluky měly oproti regulérní armádě pouze třu prapory. U praporů polních myslivců bylo: velitelství praporu, zákopnická četa, čtyři myslivecké roty po čtyřech četách a jedna kulometná četa.
Pěší pluky se administrativně dělily na dvě části – na tzv. německé pluky (včetně haličských, českých, moravských, italských atd.) a tzv. uherské pluky (včetně chorvatských a sedmihradských). Příslušníky uherských pluků bylo možno na začátku války jednoznačně identifikovat podle kalhot s vyšíváním na stehnech. Zajímavý stejnokrojový prvek měli příslušníci bosensko-hercegovských pěší pluků a praporu polních myslivců. Byla jím obvyklá muslimská pokrývka hlavy – fez, která ale nebyla povinná pro křesťanské příslušníky důstojnického sboru, sloužících u těchto útvarů (drtivá většina důstojníků tento fez stejně nosila, aby ukázala svůj kladný poměr k mužstvu).

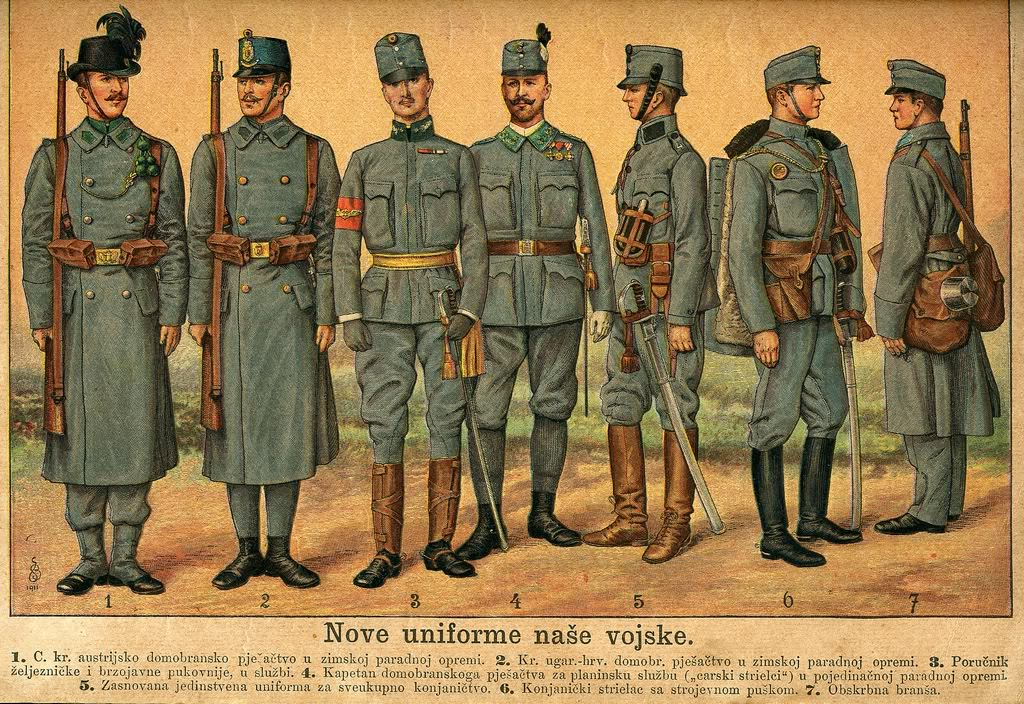
Pěchota v roce 1912
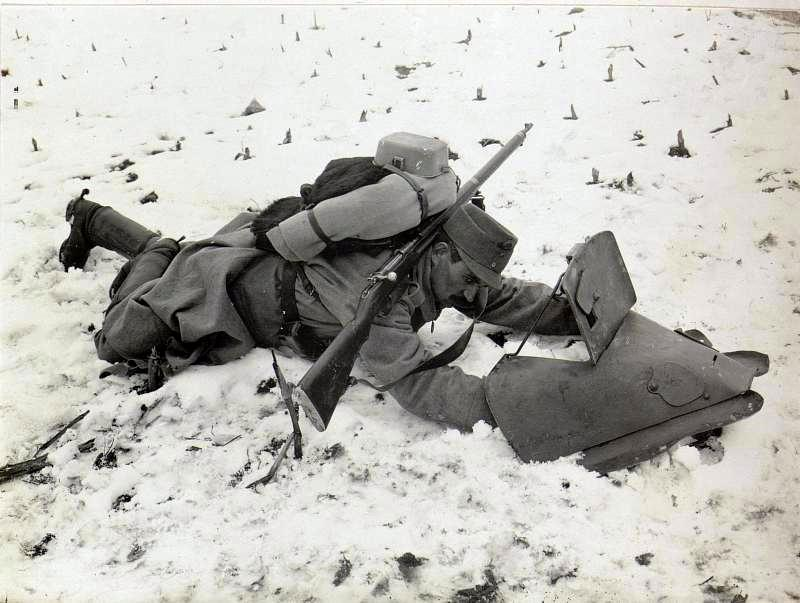
Pěšák v zimní výstroji 1914–1915
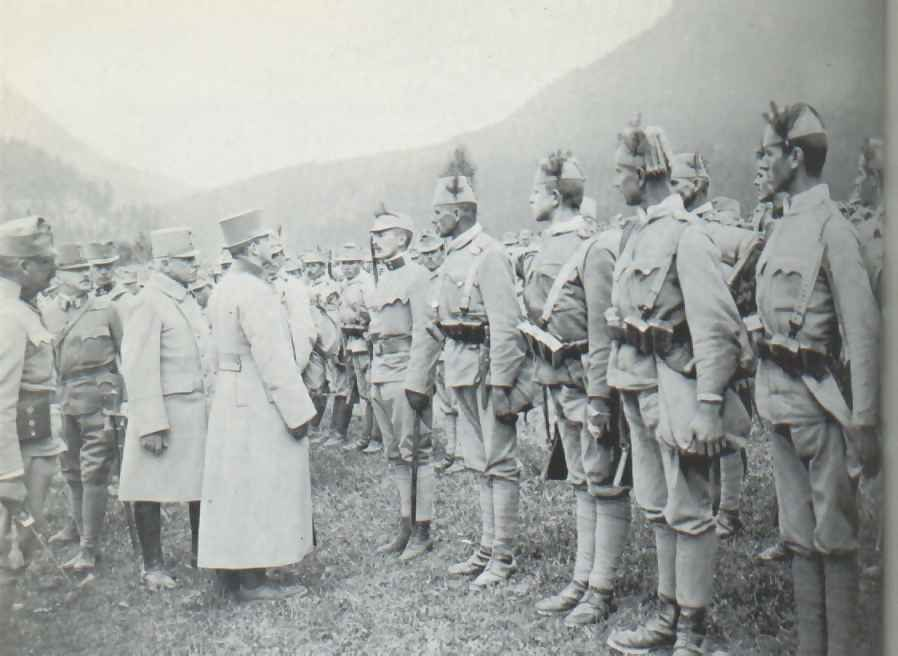
Příslušníci bosensko-hercegovinské pěchoty s tradičními fezy
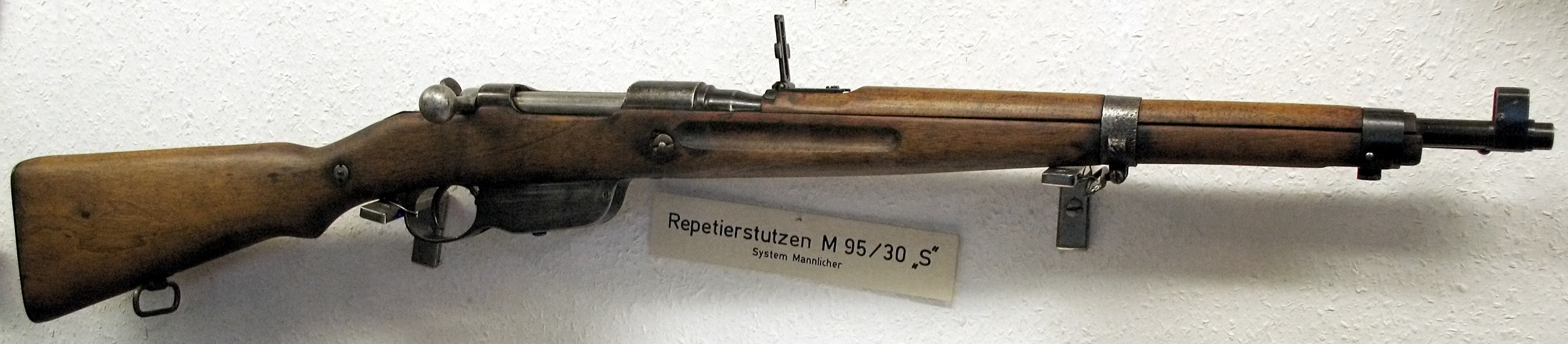
Puška vz. 1895/30 ráže 8 mm
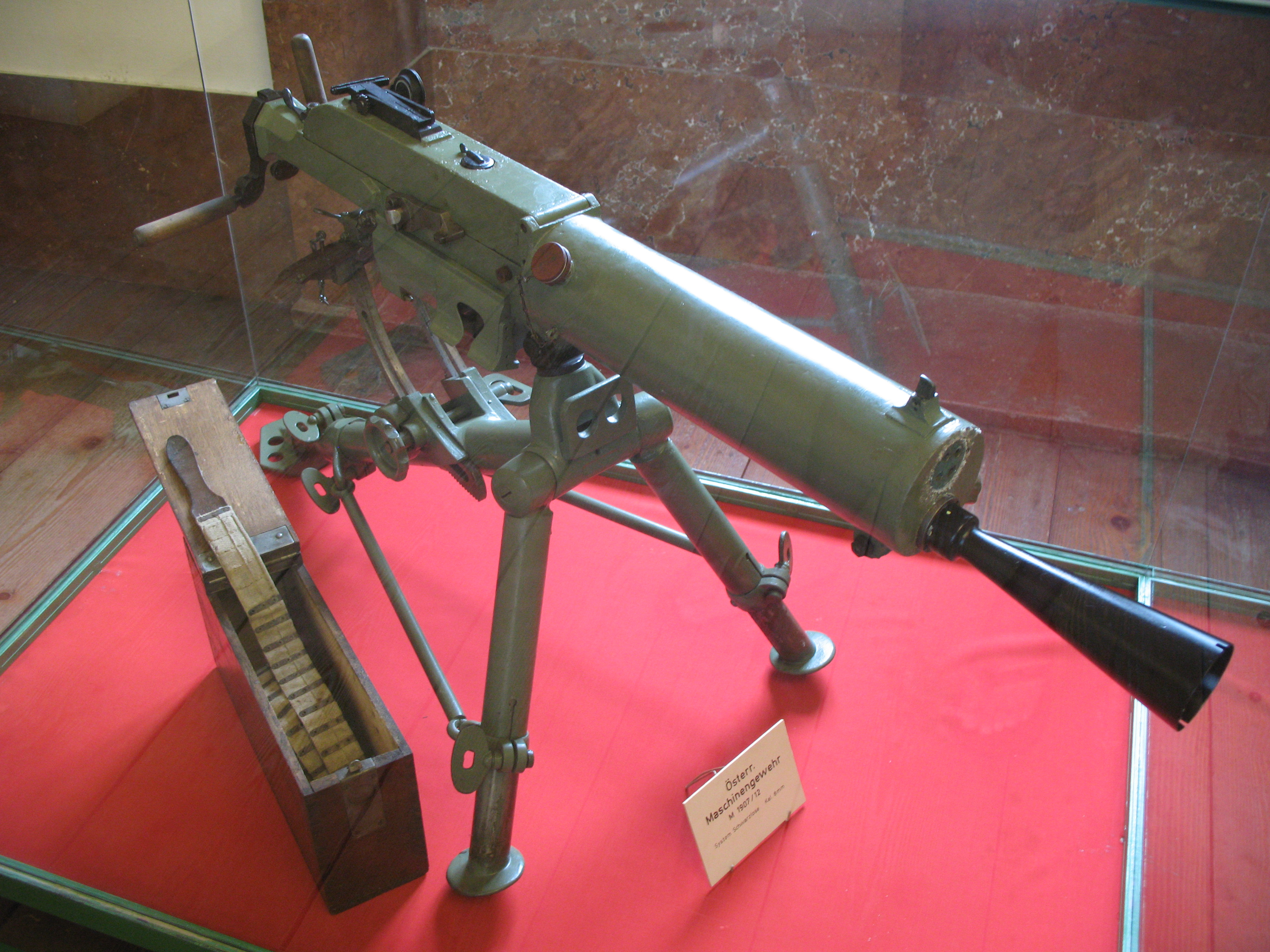
Kulomet Schwarzlose vz. 1907/1912 ráže 8 mm
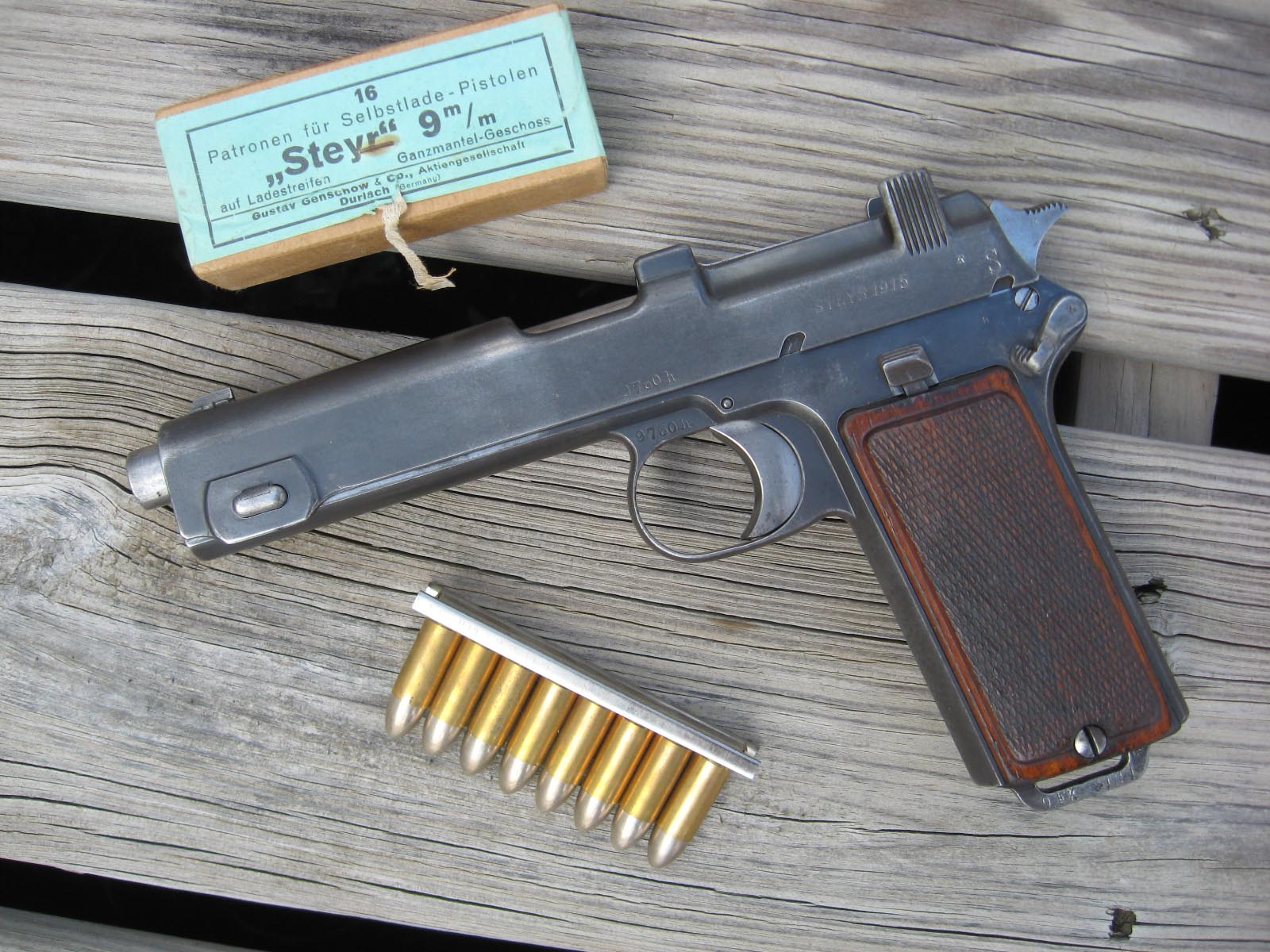
Samonabíjecí pistole Steyr vz. 1912 ráže 9 mm

### Jezdectvo

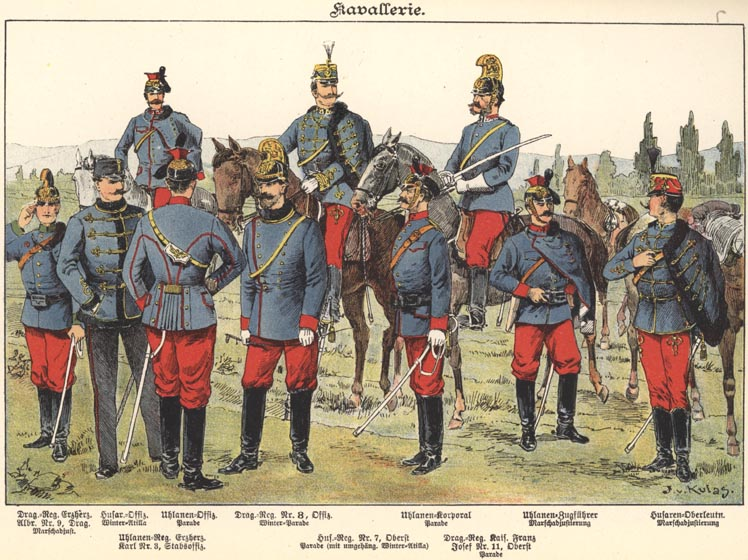
Jezdectvo, 1898

Jezdectvo bylo zbraní rakouskou-uherské branné moci, v níž se v maximální míře udržel tradicionalismus a konzervativismus.
Historii několika jezdeckých pluků bylo možno sledovat až do doby třicetileté války (podobnou historii však mělo také několik pluků pěchoty). Reforma z roku 1867 přinesla v organizaci jezdectva několik změn. Tou největší změnou bylo rozpuštění kyrysníků, čímž zmizely rozdíly mezi těžkým a lehkým jezdectvem. Zbývající jednotky dragounů, husarů a hulánů zůstaly zachovány, ale jejich výzbroj byla modernizována, takže původně rozmanitá se redukovala na šavle, pistole, revolvery a karabiny.
V létě 1914 nosily všechny druhy jezdectva své standardní stejnokroje různých jasných barev. Všichni jezdci měli bez výjimky červené kalhoty a vysoké jezdecké boty z černé kůže. Dragouni se od sebe odlišovali barvou límců, manžet a knoflíků, nosili světlemodré kabáty a černou leštěnou přilbu s honosnými mosaznými doplňky. Polovina husarských pluků nosila typické sako (Attila) ve světle modré barvě, polovina v tmavě modré barvě. Na attile byly tzv. uzly (vitez-kötes) a šňůry s olivkami jako zapínání, k vidění byla i červená polní čapka s mosaznou kokardou – FJI. Huláni nosili tradiční pokrývku hlavy polského jezdectva zvanou Czapka s žíněným chocholem a tzv. pelzulanku s límcem z jehněčí kůže (obdoba kabátu u pěchoty). Před vypuknutím války byly všechny jezdecké pluky doplněny kulometnými a telegrafními jednotkami, jejichž příslušníci měli speciální výcvik. Obsluhy těžkých kulometů dragounských a hulánských pluků byly jedinými jednotkami jezdectva, které nosily standardní modrošedivé uniformy.

Organizační struktura armádního jezdectva zahrnovala celkem 42 pluků:
- 15 dragounských pluků (Dragonerregiment)
- 16 husarských pluků (Husarenregiment)
- 11 hulánských pluků (Ulanregiment)

Jezdecký pluk měl šest eskadron s celkovým počtem 900 jezdeckých koní. Pluky byly včleněny po dvou do jezdecké brigády a dvě jezdecké brigády tvořily jezdeckou divizi. Kromě armádního jezdectva bylo k dispozici 6 hulánských pluků zeměbrany, 1 oddíl horských tyrolských jezdeckých střelců a 1 oddíl horských dalmatských jezdeckých střelců. Uherská zeměbrana měla ve stavu 10 husarských pluků, a několik husarských pluků vytvářela i uherská domobrana.
Hned v prvních bojích utrpělo jezdectvo těžké ztráty, a to hlavně kvůli demaskujícím účinkům barevných uniforem. Proto byly rychle využity improvizované maskovací prostředky – přilby byly natírány šedou maskovací barvou, lesklé pochvy šavlí byly matověny, bílí koně natíráni na černo. V roce 1915 již nebylo možné nahrazovat ztráty koní na bojištích, takže velké množství jezdeckých pluků bylo přeměněno na pluky pěší, obdržely polní uniformy v barvě štičí šedi a sloužily jako standardní pěchota.

### Dělostřelectvo

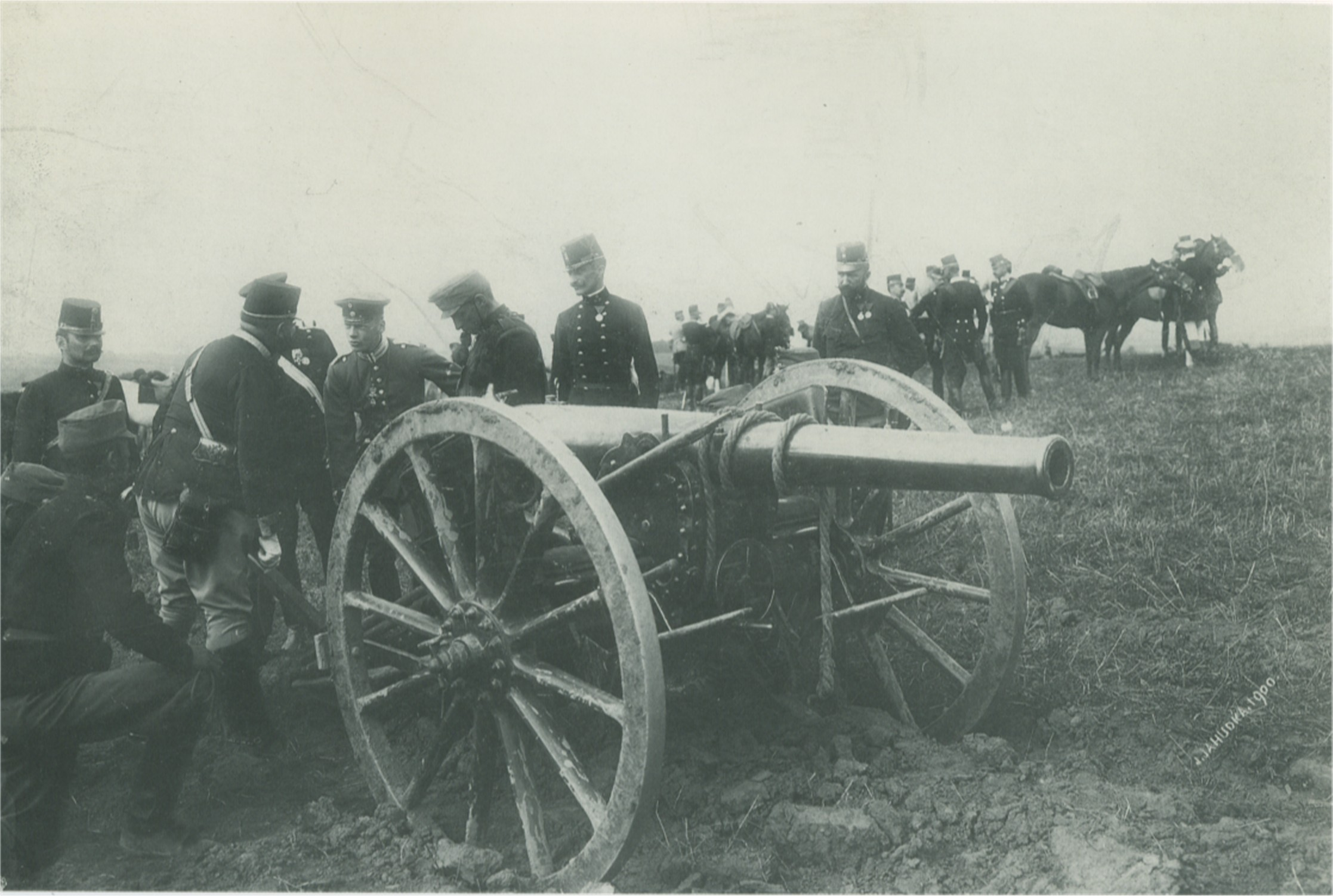
Polní kanon, rok 1900

Rakousko-uherské dělostřelectvo bylo tradičně považováno za velice schopnou, spolehlivou a loajální zbraň, což se v minulosti mnohokrát prokázalo (např. v bitvě u Hradce Králové, kde se obětovalo několik dělostřeleckých baterií a zachránilo tím velkou část poražené rakouské armády). Dělostřelectvo se dělilo na tři základní druhy:
- polní dělostřelectvo (včetně jezdeckého dělostřelectva jezdeckých divizí),
- horské dělostřelectvo, a
- pevnostní dělostřelectvo.

Krátce před vypuknutím války bylo však dělostřelectvo rakouským generálním štábem (na rozdíl od jezdectva) podceňováno. Z tohoto důvodu byla dělostřelecká podpora rakousko-uherské pěchoty v létě 1914 nedostatečná. Podle standardů měla jedna rakousko-uherská pěší divize pouze 46 děl (oproti tomu ruská 50, německá 60 a francouzská dokonce 72), z čehož 16 děl bylo zastaralých typů, které nebyly schopny plnit požadavky moderní války ani dostřelem, ani mobilností. Teprve po vypuknutí války začalo být dělostřelectvo modernizováno a během velmi krátké doby obdrželo velké množství moderních zbraní.
Navzdory nepříliš vyvinuté průmyslové základně mělo Rakousko-Uhersko velmi dobré kanóny, houfnice a moždíře, vyráběné v plzeňské Škodovce. Mezi mnoho typů děl, které byly užívány , patřily k nejlepším polní kanón Škoda vz. 1914 ráže 7,5 cm, hrubá houfnice Škoda vz. 1914/1916 ráže 15 cm, horský kanón Škoda vz. 1915 ráže 7,5 cm, horská houfnice Škoda vz. 1916 ráže 10 cm nebo horská houfnice Škoda vz. 1916/1919 ráže 10 cm. Horské dělostřelectvo si stále drželo svoji samostatnost a s postupem času si získávalo velkou proslulost na všech válčištích. Horské kanóny a houfnice byly snadno rozložitelné a bylo je tak možné rychle přepravovat soumary do obtížně přístupných lokalit. Svoji efektivitu prokázaly nejen v horském terénu Karpat a Alp, ale i v palestinské poušti, na Balkáně a na řekách Soči a Piava v rámci jižní fronty.
Pevnostní dělostřelectvo bylo organizováno do praporů a samostatných rot. Na počátku války se nacházelo v haličských pevnostech Krakow a Přemyšl a také v pohraničních opevněních na hranicích s Itálií – v Korutanech a v oblasti Dolomitů. Vzhledem k tomu, že v průběhu války začala být podpora těžkým dělostřelectvem požadována také při ničení nepřátelských zákopů, byla těžká pevnostní děla motorizována a sdružována do těžkých dělostřeleckých pluků. Pevnostní (později i těžké) dělostřelectvo používalo zvláště těžký moždíř Škoda vz. 1898/1907 ráže 24 cm, který si získal proslulost při obraně Dardanel na Gallipolském poloostrově a v Palestině. Nejznámější a nejpopulárnější dělostřelecké zbraně jsou však těžké moždíře Škoda vz. 1911 a Škoda vz. 1916 ráže 30,5 cm. Dále těžké houfnice Škoda vz. 1916 ráže 38 cm a Škoda vz. 1916 ráže 42 cm.

Organizační struktura dělostřelectva zahrnovala celkem 72 pluků:
- 42 polních kanónových dělostřeleckých pluků (Feldkanonenregiment)
  - 9 jezdeckých dělostřeleckých oddílů (Kavalleriesartillerieabteilung)
- 14 polních houfnicových dělostřeleckých pluků (Feldhaubitzenregiment)
  - 7 těžkých houfnicových dělostřeleckých oddílů (Grosshaubitzenabteilung)
- 10 horských dělostřeleckých pluků (Gebirgsartillerieregiment)
- 6 pevnostních dělostřeleckých pluků (Festungartillerieregiment)
  - 8 pevnostních dělostřeleckých praporů (Festungartilleriebataillon)

V rámci zeměbrany pak dalších 8 polních kanónových dělostřeleckých oddílů a 8 polních houfnicových dělostřeleckých oddílů. V rámci uherské zeměbrany 8 polních dělostřeleckých pluků a jeden jezdecký dělostřelecký pluk. Pluky polního dělostřelectva byly tvořeny dvěma oddíly po třech bateriích. Baterie polních děl a polních houfnic měly po šesti dělech (baterie jezdeckého, horského a hrubého dělostřelectva měly po čtyřech dělech). Pevnostní dělostřelectvo mělo k dispozici pevnostní dělostřelecké pluky po dvou až třech praporech, případně samostatné pevnostní dělostřelecké prapory, přičemž každý z praporů se dále členil na čtyři dělostřelecké roty po dvou až šesti dělech.

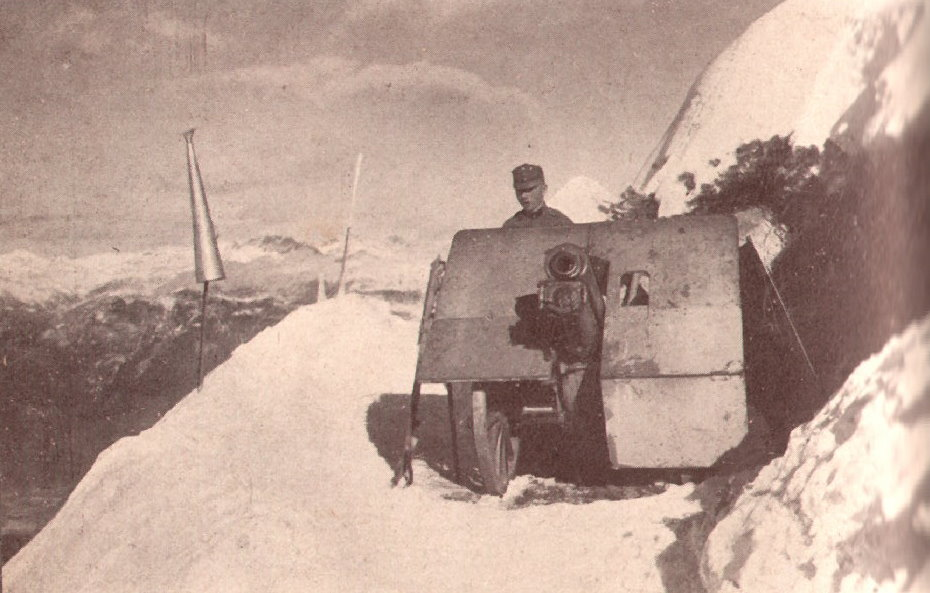
Horský kanón Škoda vz. 1915 ráže 7,5 cm
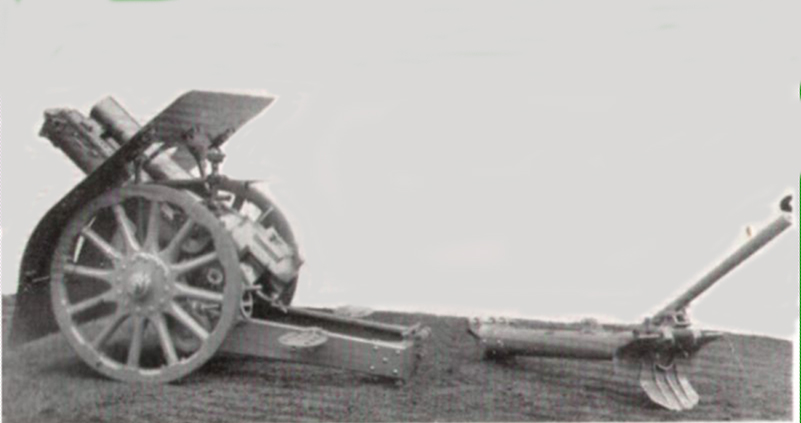
Horská houfnice Škoda vz. 1916 ráže 10 cm
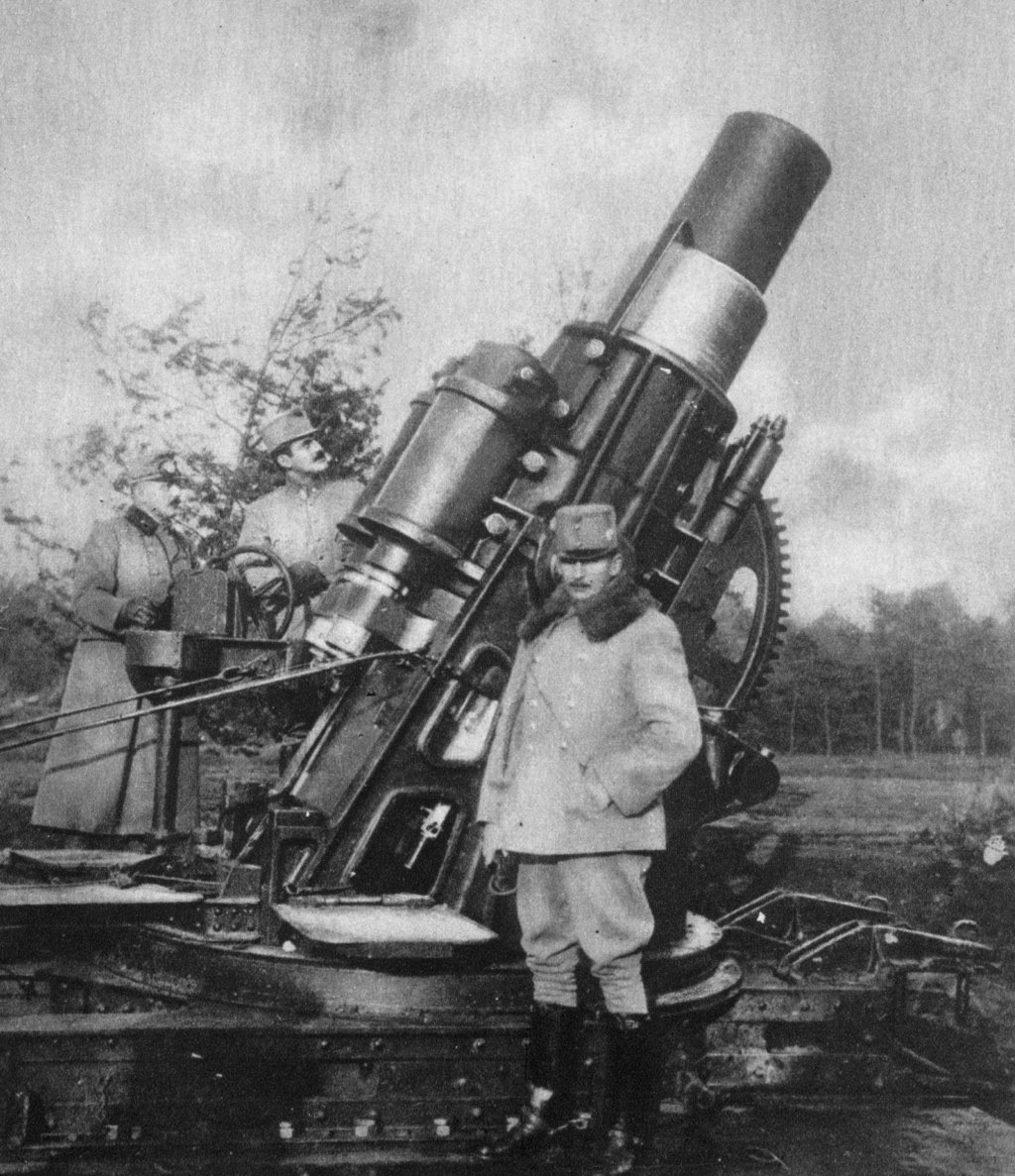
Těžký moždíř Škoda vz. 1916 ráže 30,5 cm
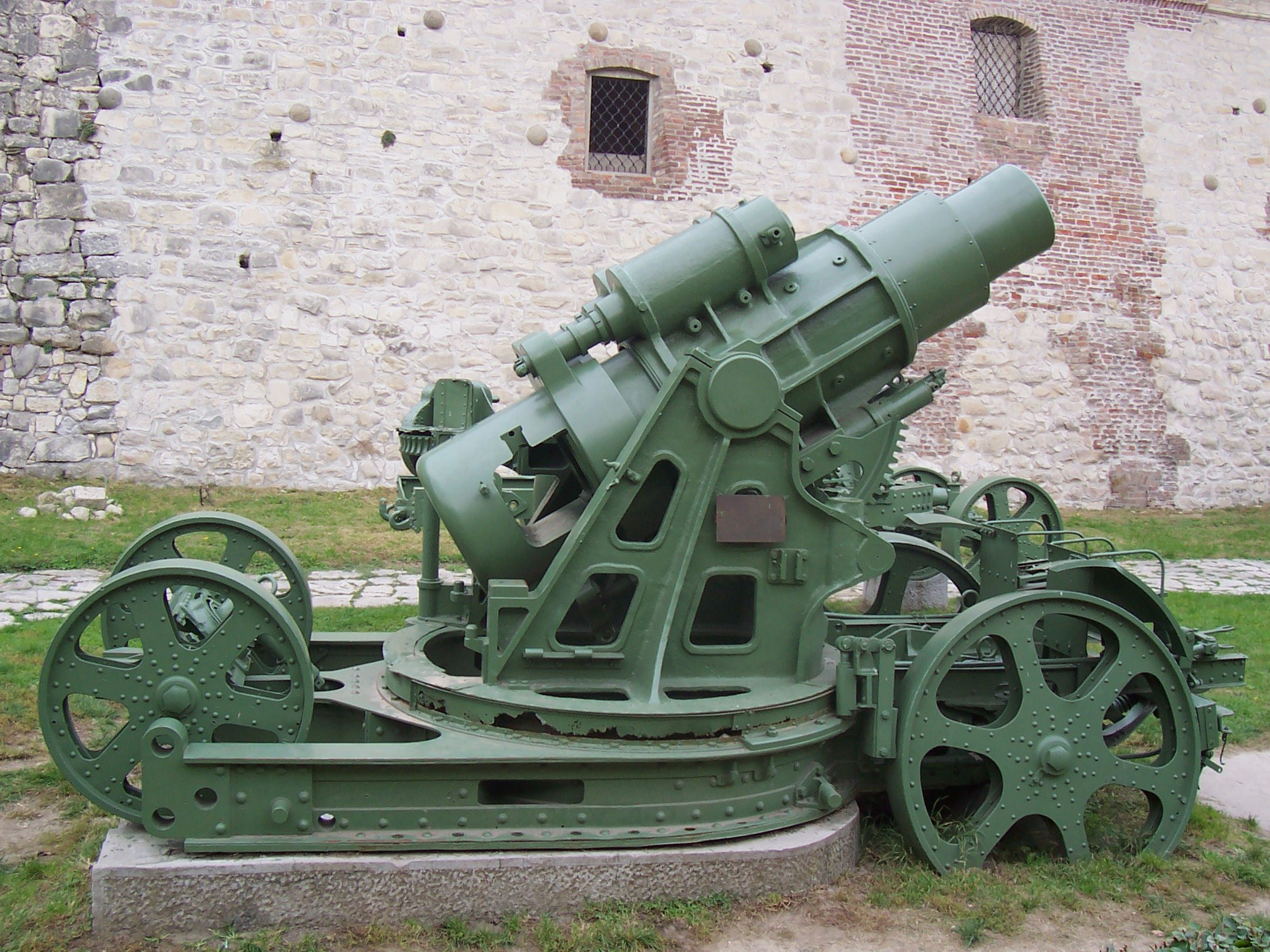
Těžký moždíř Škoda vz. 1911 ráže 30,5 cm
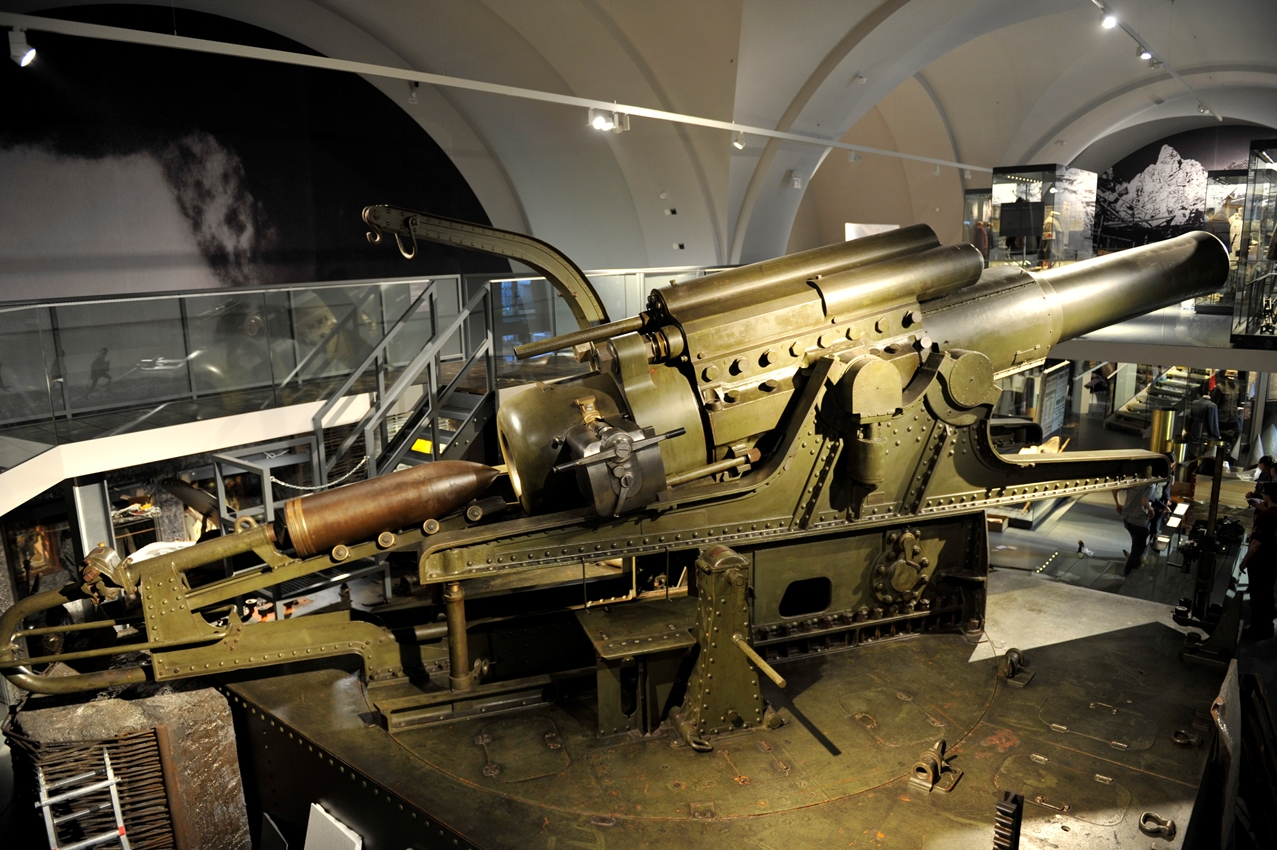
Těžká houfnice Škoda vz. 1916 ráže 38 cm

### Ženijní vojsko
V rámci ženijního vojska byli odlišováni příslušníci zákopnických jednotek (Sappeur) od příslušníků ženijních jednotek (Genie). Zatímco hlavním úkolem zákopníků bylo budování zákopových linií, ženisté měli na starost výstavbu a opravy pontonových mostů přes vodní toky. Výbava ženistů zahrnovala různé pily, sekery, krumpáče, ženijní rýče, kožené brašny na drobný materiál a jako výzbroj karabiny. Po přechodu k zákopové válce došlo k doplnění organizace každého pěšího pluku o technickou rotu, ve které se nacházela zákopnická četa, později se ve stavu pěších pluků nacházely celé zákopnické roty. Zákopníci byli lehce rozpoznatelní podle vysokých bot, které si ponechali z předválečné doby.
Na počátku války měla branná moc celkem 79 zákopnických rot v rámci 14 zákopnických praporů (Sapeurbataillon) a 43 ženijních rot soustředěných do devíti praporů (Pionierbataillon). Počty rot do jara 1916 dokonce stouply, u zákopčíků na 100 a u ženistů na 48. V průběhu války se z nich vyčlenily některé speciální útvary.

#### Plynové jednotky
Plyn byl největším postrachem na všech frontách Velké války. Buď byl do nepřátelských linií vypouštěn z tlakových láhví nebo byly použity plynové dělostřelecké granáty. Úplně první jednotkou zabývající se nasazením chemických zbraní byla Zvláštní jednotka (Spezialformation), která zabezpečovala obsluhu vrhačů plynových bomb ráže 24 cm. V zimě roku 1915 vybralo armádní velení dva zákopnické prapory – Zákopnický prapor č. 61 a č. 62 (Sappeurbattaillon Nr. 61 a Sappeurbattaillon Nr. 62), které se staly základem zvláštních zákopových jednotek (Spezialformationen der Sappeurtruppe). V únoru 1916 byly toto jednotky sloučeny ve Zvláštní zákopnický prapor (Sappeur Spezial-Batalion), a prováděly cvičné pokusy v zaplynovávání vybraných oblastí.
C. a k. armáda provedla jen velmi málo samostatných plynových útoků, ale existovala jedna akce, kterou lze ukázat jako velice efektivní případ nasazení chemických zbraní. Císař František Josef I. se k možnosti užití otravných plynů stavěl s odporem. Teprve poté, co mu bylo hlášeno, že Italové tuto zbraň používají proti jeho vojákům na řece Soči, udělil císař svolení s požitím plynu, ale pouze v rámci odvety. 29. června 1916 došlo na rovině Doberdo na jižním toku řeky Soči k plynovému útoku. Plyn byl vypuštěn z tlakových láhví a zasáhl italské obránce nepřipravené, takže rakousko-uherská pěchotě, která postupovala těsně za plynovým oblakem se podařilo obsadit dvě linie italských zákopů (tento úspěch byl později ztracen, neboť Italové podnikli silný protiútok a zatlačili nepřítele zpět do výchozích pozic).
Na východní frontě nasadili Němci bojové plyny k podpoře rakousko-uherské pěchoty v oblasti Witonitz na řece Stochod ve dnech 17. a 18. října 1916. Vítr však oblak plynu odvál na rakousko-uherské pozice a tak byl útok úspěšný jen částečně. O pár měsíců později dorazil Zvláštní zákopnický prapor, který úzce spolupracoval s Němci a podílel se na několika menších útočných operacích.
Začátkem léta 1917 byl prapor převelen na jižní frontu a společně s vyčleněnými německými plynovými jednotkami se připravoval na dvanáctou bitvu u Soči, známou jako Průlom u Caporetta. Časně ráno 27. října 1917 nasadily německé a rakousko-uherské plynové jednotky proti italským pozicím chemické zbraně a otevřely pěchotě cestu k prolomení italských obranných linií. Jednalo se o nejefektivnější plynový útok celé války. Podobný plynový útok měl být proveden i na řece Piavě, ale z důvodů špatného počasí byl nejprve 4x odložen a nakonec zrušen.

#### Plamenometné jednotky
První plamenomety se objevily už v roce 1915. Jednalo se o neocenitelnou zbraň používanou v boji proti zákopům, kulometným hnízdům a pevnůstkám s cílem vyhnat nepřítele z úkrytu. Plamenomet fungoval tak, že se zápalná kapalina (nafta nebo benzín) vystřelovala tlakem inertního plynu (nejčastěji dusíku). Rakousko-uherské jednotky používaly Plamenomet vz. 1916 s obsahem 15 l hořlaviny. Organizaci a výcvik plamenometných jednotek zabezpečoval Zákopnický prapor č. 61 (Sappeurbattaillon Nr. 61).

### Speciální jednotky

#### Úderné jednotky

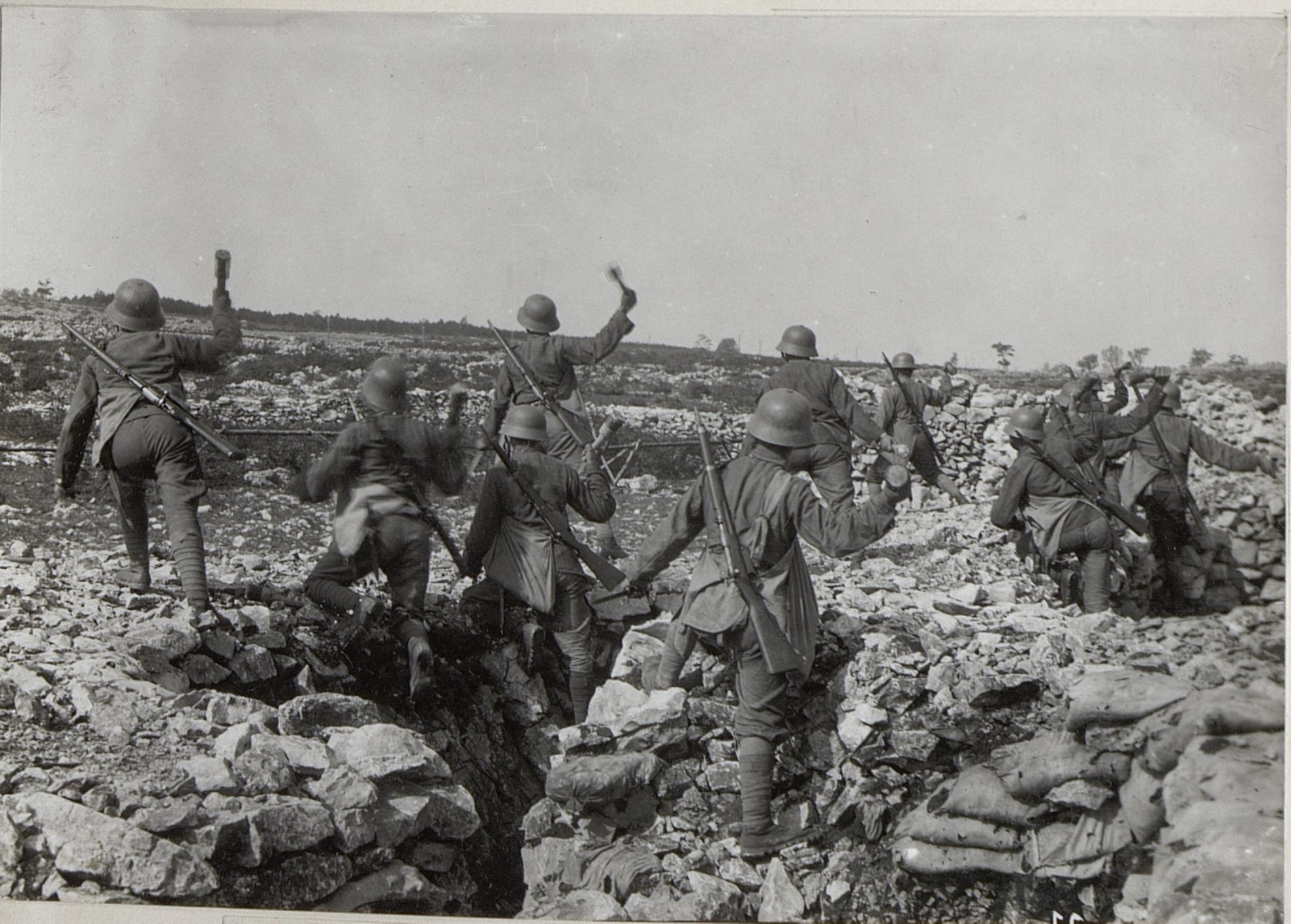
Příslušníci úderného oddílu v akci

Úderné jednotky byly tvořeny od roku 1916 na základě zkušeností německé armády na západní frontě. Od poloviny listopadu 1916 do ledna 1917 proběhly v německém výcvikovém středisku v Beuville tři zvláštní kurzy pro rakousko-uherské důstojníky a poddůstojníky. Absolventi těchto kursů následně vytvořili jádra rakousko-uherských úderných praporů.
Hlavní velitelství zvolilo pro tyto elitní jednotky název Úderné hlídky (Sturmpatrouillen) a snažilo se, aby na jaře 1917 měl každý pěší pluk k dispozici aspoň jedno družstvo s jedním poddůstojníkem a osmi vojáky. V průběhu roku 1917 však jednotlivá armádní a sborová velitelství požadovala větší jednotky, a tak vznikl v rámci každého velitelství armádní úderný prapor (Armeesturmbataillon) a nakonec měla každá divize svůj divizní úderný prapor (Divisionsturmbataillon).

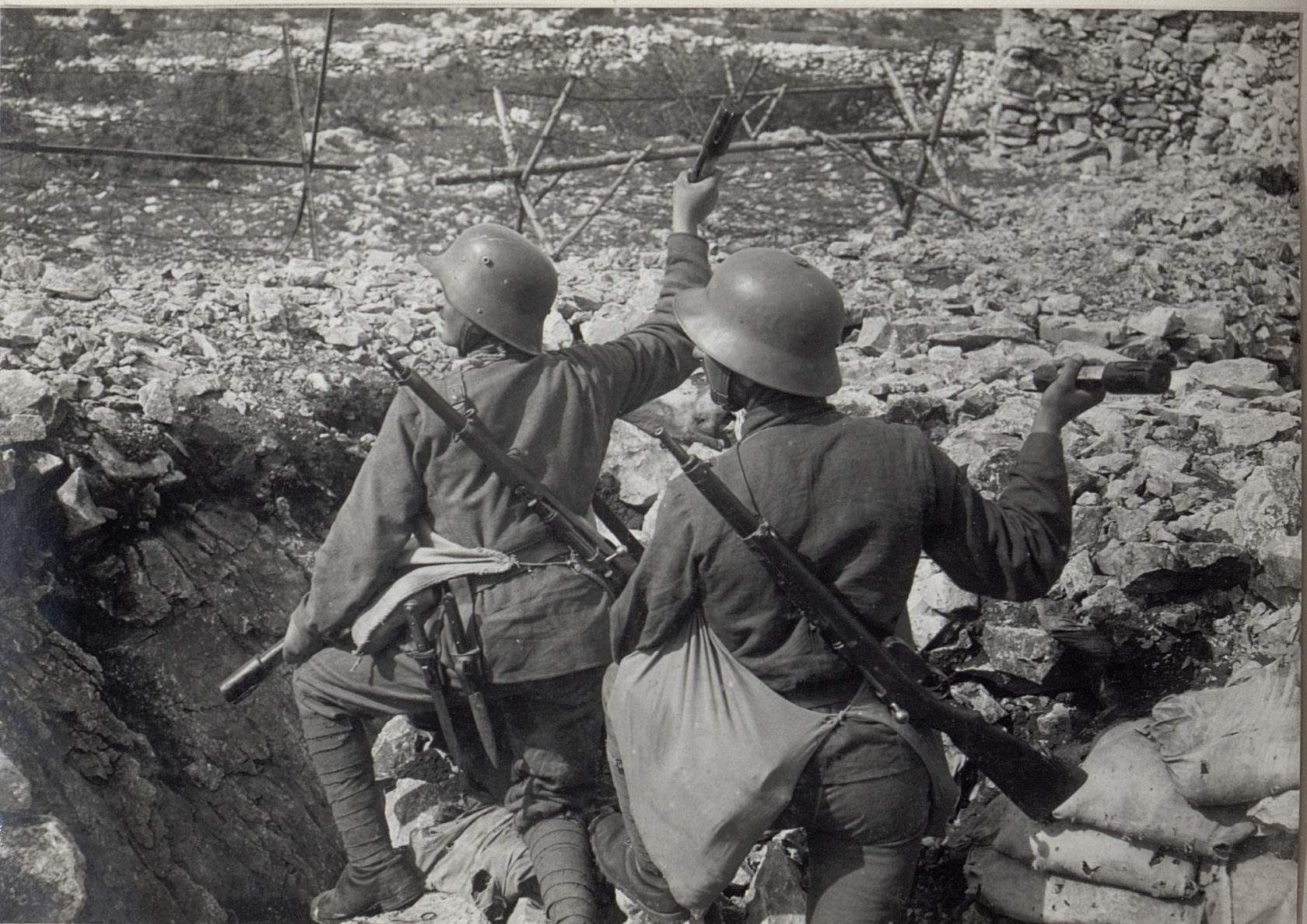
Příslušníci úderného oddílu s granáty Stielhandgr. 24

Výzbroj a výstroj příslušníků úderných jednotek měla být unifikována na nejvyšší kvality. Každý příslušník jednotky byl vybaven ocelovou přilbou, jeho stejnokroj byl na loktech a kolenou vyztužen koženými záplatami. V batohu měl zásobu konzervovaných potravin na čtyři dny a dvě polní láhve s vodou. Další výstrojí byla plynová maska v ocelovém pouzdře, dva vaky na ruční granáty, elektrická svítilna, kožené rukavice, ženijní rýč, nůžky na střihání ostnatého drátu, kompas, píšťalka a balíček první pomoci. Ve výzbroji měl karabinu Mannlicher vz. 1885 ráže 8 mm s celkem 200 náboji, útočné granáty Stielhandgr. 24 s dřevěnou rukojetí, obranné vejcovité granáty, útočný nůž a bodák. Dodatečně se příslušníci úderných jednotek po domácku zhotovovali zbraně pro boj muže proti muži v zákopech. Šlo o různé druhy řemdihů, bijáků a palcátů.

#### Horské jednotky
Od 23. května 1915, kdy Itálie vyhlásila Rakousko-Uhersku válku, si boje ve vysokohorském terénu rychle vynutily nasazení improvizované i nově vyvinuté techniky a vybavení pro vedení bojových akcí v horském terénu. Jednou z významných a ničivých zbraní se stalo navrtávání a podkopávání skalních štítů za účelem vyhození jejich vrcholů do povětří, což umožňovalo zasypat nepřátelské pozice kamennými a sněhovými lavinami. Prostředky pro tuto činnost (Gesteinsbohrgerät) byly různého druhu. Zatímco italská strana se přípravám na takové operace věnovala ještě před válkou, rakousko-uherský výzkum musel většinu odborných prostředků teprve vyvinout.
Pneumatická kladiva, poháněná stlačeným vzduchem (Einhammer-Gesteinbohranlage) mohla být použita pouze v nižších horských polohách, a to při budování střeleckých pozic a spojovacích zákopů. Vznikla speciální družstva (Gesteinbohranlage), ve kterých se pod velením poddůstojníka nacházelo osm minérů. Ti byli vybaveni, kromě výbušnin, také různými druhy důlní techniky, která byla odlehčena, aby mohla být použita ve vysokohorském terénu. Těžší technika, zvláště pak různé druhy pneumatických kladiv a vrtaček, byla motorizována.

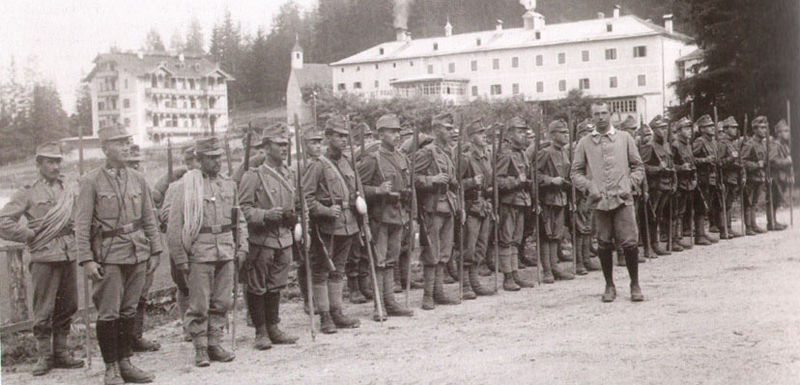
Příslušníci vysokohorské průzkumné roty v údolí Pragser Tal

Mezi další horské jednotky patřily vysokohorské průzkumné roty (Hochgebirgskompanien), které byly vytvořeny pro provádění průzkumných a bojových operací ve vysokohorských polohách. Každá rota byla tvořena průzkumnou četou, třemi střeleckými četami a kulometnou četou se dvěma těžkými kulomety. Příslušníci těchto jednotek absolvovali výcvik pro vedení boje v horském a vysokohorském terénu a byli vybaveni vysokohorskou výstrojí (Alpinausrüstung). Ta zahrnovala, kromě běžného pěchotního vybavení, těžké horolezecké boty, horolezecká lana, cepíny nebo lyže a ochranné brýle. Vzhledem k úplné samostatnosti při vedení bojové činnosti měly tyto roty přiděleny místní horské průvodce, dvě telefonní družstva a další technické jednotky, jejichž příslušníci se rekrutovali z místních horalů.
Během války došlo také k vytvoření průvodcovských rot (Bergführerkompanien), což ale byly jen administrativní rámce, neboť jejich příslušníci byli přidělováni podle potřeby jednotlivým plukům praporům, a samostatným rotám. Zabezpečení přesunů vojáků a materiálu všeho druhu převzaly zvláštní lanovkové čety (Seilbahnformationen), které zabezpečovaly provoz na horských lanovkách a úzkokolejných železnicích. Do pozic přepravovaly vojáky, střelivo, potraviny a vojenský materiál, do týlu pak raněné a nemocné.

#### Světlometné jednotky

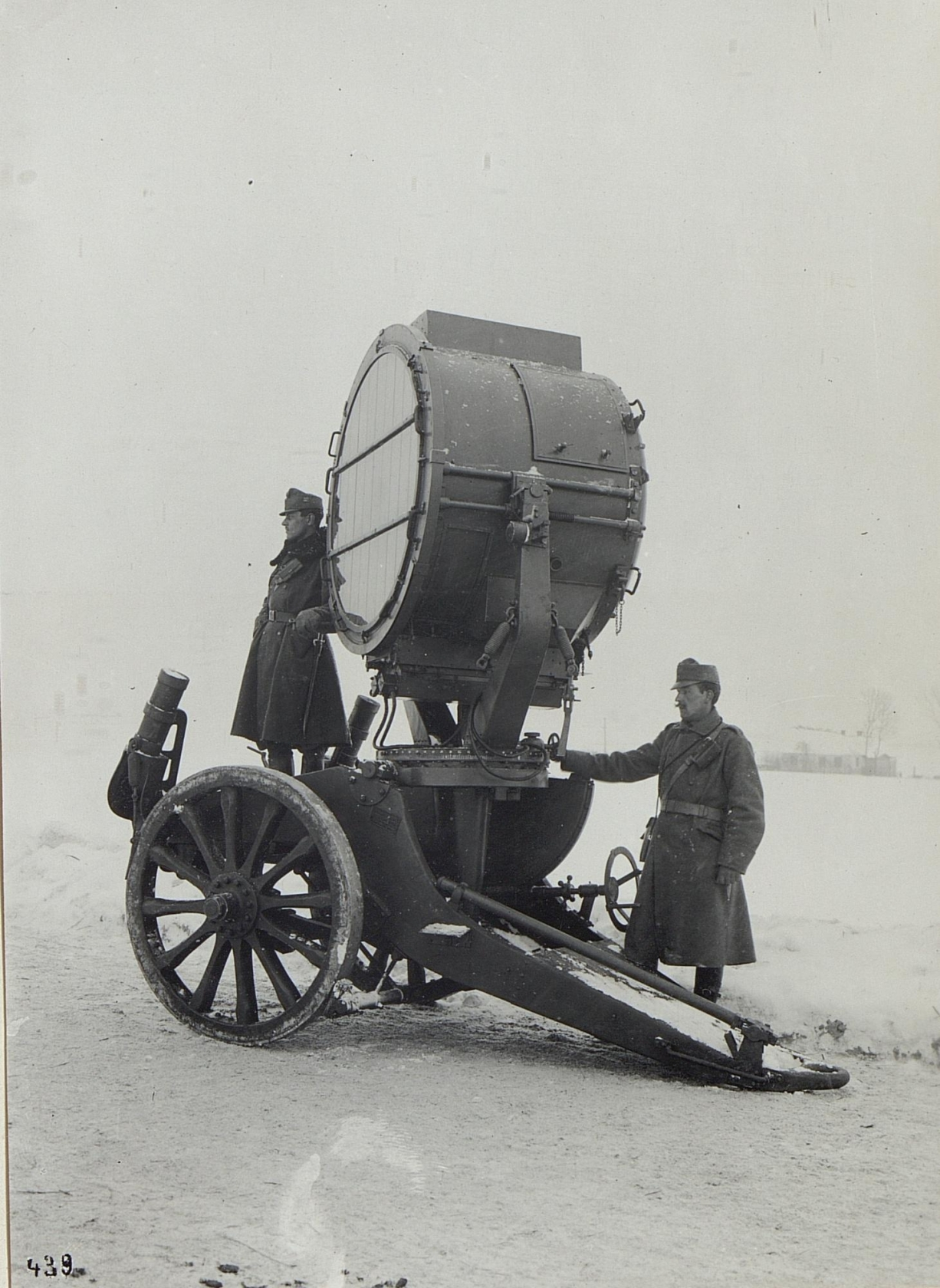
150cm světlomet

Požadavky na moderní válečnictví, které se objevily s počátkem první světové války, si vynutily vznik vojenských jednotek na vysoké technické úrovni. Mezi nejdůležitější patřily světlometné jednotky (Scheinwerferformationen), které operačně zabezpečovaly široký okruh bojových činností. Každá pěchotní technická rota měla k dispozici po jednom acetylenovém světlometu nebo obloukovém reflektoru o průměru zrcadla 30 a 45 cm. Přes účinnost těchto reflektorů prodělaly v průběhu první světové války rychlý vývoj elektrické reflektory. Zatímco reflektory se zrcadly o průměru 25 a 35 cm dokázaly v noci osvětlit bojiště na vzdálenost až 1 000 m, velké světlomety se zrcadly o průměru 60, 90, 110, 120 a 150 cm svítily až do vzdálenosti 4 000 m. Všechny reflektory a světlomety byly mobilní, umístěné na plošinách nákladních automobilů a vytvářely tak samostatný světlometný systém (Autoscheinwerfer).
Zbraní se smrtelnými účinky byly vysokonapěťové zátarasy (Hochspannungs-Hindernis), které vytvářely a obsluhovaly zvláštní čety. Jednotku tvořili dva důstojníci a 67 vojáků (16 elektrotechniků, 20 střelců a 21 pomocníků). Jednotka dokázala zabezpečit výstavbu a provoz vysokonapěťových zátarasů až 2 000 m dlouhých, byla také využívána pro obsluhu a opravy elektrických zařízení v zákopech – elektrických vodních pump, ventilátorů, pil atd.

#### Telegrafní vojsko
Telegrafní vojsko mělo v létě 1914 jen 11 telefonních rot, pět speciálních telegrafických rot a 11 radiostanic. Z počátku válčící strany používaly hlavně telegrafy, ty však byly neskladné, těžké a křehké. Postupem času se začalo čím dál častěji využívat telefonického spojení. Na taktické úrovni hrálo rozhodující roli v řízení dělostřelecké palby. Přenosný polní telefon umožňoval dělostřeleckým pozorovatelům sdělovat výsledky palby obsluhám děl, takže v případě potřeby mohla být palba opravena. Telefony používaly i osádky pozorovacích balónů pro předávání zpráv o pozicích nepřítele. Telefonní drát byl připevněn k poutacímu lanu balónu.
Bezdrátové telegrafy se používaly hlavně na lodích, v letadlech pro mapování situace na bojišti a řízení dělostřelecké palby, pro spojení mezi nejvyššími štáby. Letecký průzkum hrál klíčovou roli při strategickém plánování operací, a proto byly pozorovací letouny vybaveny radiovými stanicemi. Do jara 1916 stoupl počet spojovacích jednotek na 16 telefonních rot, šest telegrafních rot, 30 polních radiostanic a 83 mobilních radiostanic.

#### Automobilní jednotky
V roce 1909 byla vytvořena první automobilová jednotka (Autokader). O čtyři roky později byla včleněna do zvláštního vojskového tělesa, Automobilního oddílu (Automobilabteilung), ale teprve po vypuknutí války mu přísluší status speciální jednotky – od roku 1915 nesou označení (Kraftfahrtruppe) a od roku 1917 označení (Autotruppe). Základem těchto jednotek po vypuknutí války se stali mobilizovaní příslušníci několika zájmových motoristických organizací. Tito dobrovolníci většinou nabídli vojenské správě k využití také svoje soukromé automobily a motocykly. Na začátku války mělo Rakousko-Uhersko pouze 58 automobilových kolon.

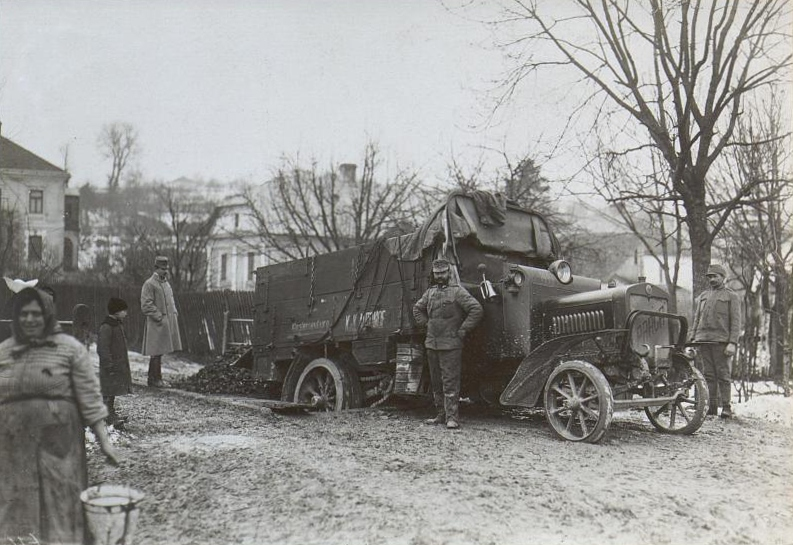
Nákladní automobil Praga z Automobilního oddílu

Nákladní automobily byly zařazovány do stavu a využívány až v průběhu první světové války, díky čemuž rakousko-uherské automobilní jednotky získaly na významu, který zpočátku nikdo nepředpokládal. Koncem roku 1917 již v jejich stavu působilo na 900 důstojníků, 30 techniků a asi 48 000 poddůstojníků a vojáků. V druhé polovině války mělo každé armádní velitelství k dispozici vlastní automobilní jednotku s příslušnými sklady a dílnami. pro koordinaci přidělování pohonných hmot, náhradních dílů a nových automobilů došlo k vytvoření tří Automobilových skupinových velitelství (Autogruppenkommandos), kterým podléhaly sklady náhradních dílů a pohonných hmot, ústřední automobilní opravny, tři nákladní automobilové kolony, jedna zdravotní automobilní kolona a jedna poštovní automobilní kolona.
Na jaře 1916 již bylo k dispozici 191 nákladních automobilových kolon, 26 zdravotních automobilových kolon a 10 dopravních kolon polní pošty. součástí každé automobilní kolony byl velitelský automobil, pojízdná automobilová dílna a 20 nákladních automobilů. Podle druhu přidělených vozů bylo možné rozlišit lehké automobilní kolony, jejichž celková nosnost činila do 40 t a těžké automobilní kolony, jejichž celková nosnost činila nad 40 t nákladu. Zdravotní automobilní kolonu tvořil velitelský vůz a 10 sanitních vozů. Poštovní automobilní kolona sestávala z velitelského vozu a 20 poštovních vozů s kapacitou až 30 t. Jednotlivých typů nákladních automobilů bylo velké množství a k určité standardizaci došlo až těsně před koncem války.
Stejnokroje příslušníků automobilových jednotek byly stejné jako u ostatních armádních těles. Všichni řidiči navíc nosili krátké kožené kabáty, což byl jeden z hlavních rozlišovacích znaků, kromě zvláštního odznaku s okřídleným volantem na límci.

#### Železniční vojsko
Rakousko-Uhersko nemělo tak rozsáhlou a kvalitní železniční síť jako Německo nebo třeba Rusko. Jelikož budování a provozování železnic zajišťovaly soukromé společnosti, nedokázal stát dostatečně sjednotit technické, strojní a provozní předpisy pro zabezpečování provozu. Rakousko-Uhersko mělo také velký nedostatek lokomotiv a vagónů pro rychlý přesun jednotek a materiálu, což se projevilo už v prvních měsících války, kdy byly rakousko-uherské železnice vytíženy na maximum.

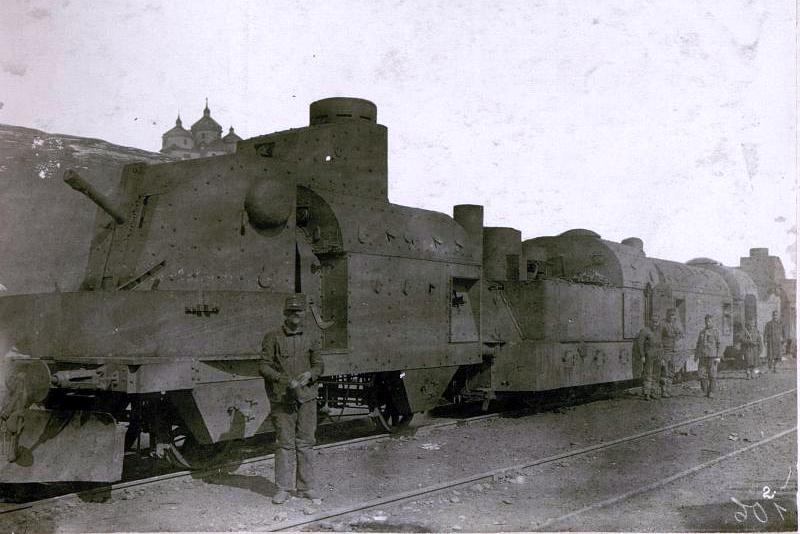
Obrněný vlak v roce 1915

Železniční vojsko mělo za úkol provádět obnovu železničních tratí a zabezpečovat provoz železnic. Na počátku války disponovalo železniční vojsko celkem 28 provozními rotami. Do jara 1916 jejich počet stoupl na 39. Zvláštní zbraní rakousko-uherské branné moci byly obrněné vlaky (Panzerzug), jež byly nasazeny na všech válčištích. Za zmínku stojí např. Obrněný vlak č. II (Panzerzug Nr. II), který na italské frontě provedl úspěšný nájezd na Monfalcone v oblasti dolního toku řeky Soča. Vlak pronikl na místní nádraží, kde způsobil naprostý chaos mezi italskými vojáky, zničil zdejší zásoby zbraní a vojenského materiálu a v pořádku se vrátil zpět k vlastním liniím.
Většinu obrněných vlaků sestavovaly Uherské státní dráhy (MÁV) a jejich dělostřelecká výzbroj pocházela z námořních skladů v Pule nebo z odzbrojených válečných lodí. Posádky vlaků byly smíšené a tvořili je příslušníci různých zbraní a služeb. Základem byli příslušníci Železničního pluku (Eisenbahnregiment), doplněný důstojníky a mužstvem pěchoty, dělostřelectva a ženijního vojska; do posádek obrněných vlaků nebyl zařazen žádný příslušník válečného námořnictva. V průběhu války byly všechny obrněné vlaky postupně stahovány do Wagramu v Dolních Rakousích, kde byly modernizovány. Mnohé obrněné vlaky byly po válce zařazeny do výzbroje nově vzniklých států.

#### Obrněná vozidla
Z počátku rakousko-uherské velení nepřistupovalo k nabídkám obrněných kolových nebo pásových vozidel s důvěrou. Již roku 1911 navrhl rakouský ženijní důstojník, nadporučík Günther Burstyn, obrněné vozidlo na podvozku amerického pásového traktoru Holt. Jednalo se o obrněný, pásový podvozek, doplněný věžičkou s rychlopalným kanonem. Vozidlo bylo 3,5 m dlouhé, 1,9 m vysoké a posádku tvořili tři až čtyři muži, návrh ale nebyl přijat.
V prvních dvou letech války se sice objevilo několik projektů obrněných vozidel, ale velení o ně nejevilo velký zájem. Několik tuzemských typů bylo vyrobeno v malých sériích, další byly získány jako kořist, opraveny a zařazeny do výzbroje. Jeden tuzemský typ, nazvaný po svém tvůrci Junovicz, byl postaven v roce 1915 na podvozcích různých nákladních automobilů (Fiat, Büssing, Sauren, Perl a Praga) v počtu sedmi kusů. Osádku tvořilo pět mužů a ve výzbroji měl dva těžké kulomety Schwarzlose vz. 1907/1912 ráže 8 mm.

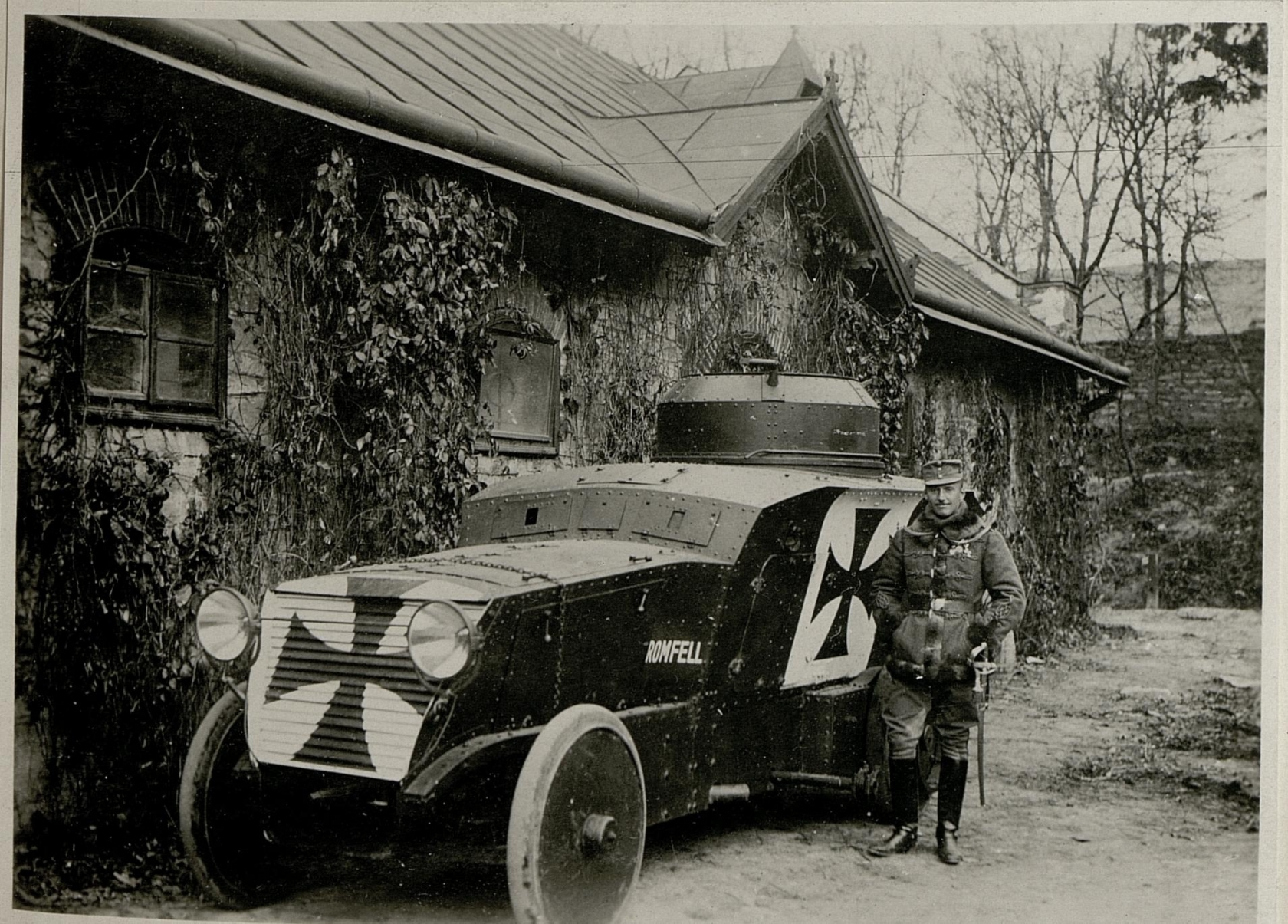
Obrněný automobil Romfell

Další obrněné automobily nesly označení Romfell podle svých konstruktérů (ing. Románský a nadporučík Fellner) a byly postaveny v Budapešti. První, pod označením Samson vznikl v roce 1915 na podvozku kolového tahače vz. 1909, druhý v roce 1916, pod označením Goliath. Oba stroje vážily 2 000 kg. Po bitvě u Caporetta by doplněny ještě třetím exemplářem. Výzbroj tvořil jeden těžký kulomet v otočné věži a mohl vést palbu i proti letadlům. Osádku tvořili čtyři muži.
Obrněné automobily byly z počátku nasazeny jen na východní a balkánské frontě, později se objevili také na italském bojišti a to zvláště při obraně Terstu. Během dvanácté sočské bitvy byla v oblasti Udine nasazena Četa obrněných automobilů č. 1 (Panzerautozug Nr. 1), i když výcvik osádek nebyl ještě ukončen. Jednalo se asi o pět vozů Junovicz, dva Romfelly a několik ukořistěných vozů Spojenců (ruský Austin a italská Lancia) – chybějí přesné údaje o počtech nasazených vozidel. Velení sice nesouhlasilo s nasazením automobilů v benátské rovině, která je protkaná vodními toky, kanály a lagunami, ale počítalo s jejich nasazením po prolomení italské obrany na řece Piavě.
Koncem roku 1917 bylo několik rakousko-uherských důstojníků vysláno do Berlína k seznámení se s tankovou technikou. Nikoliv s německými těžkými tanky A7V, ale s ukořistěnými britskými typy (Mark A a Mark I.). Rakousko-uherské ministerstvo války plánovalo zakoupení asi 12 těchto tanků, a jejich následné bojové nasazení na italské frontě, ale rozhodnutí bylo odloženo až na dobu po průlomu na řece Piavě.

#### Vojenské letectvo

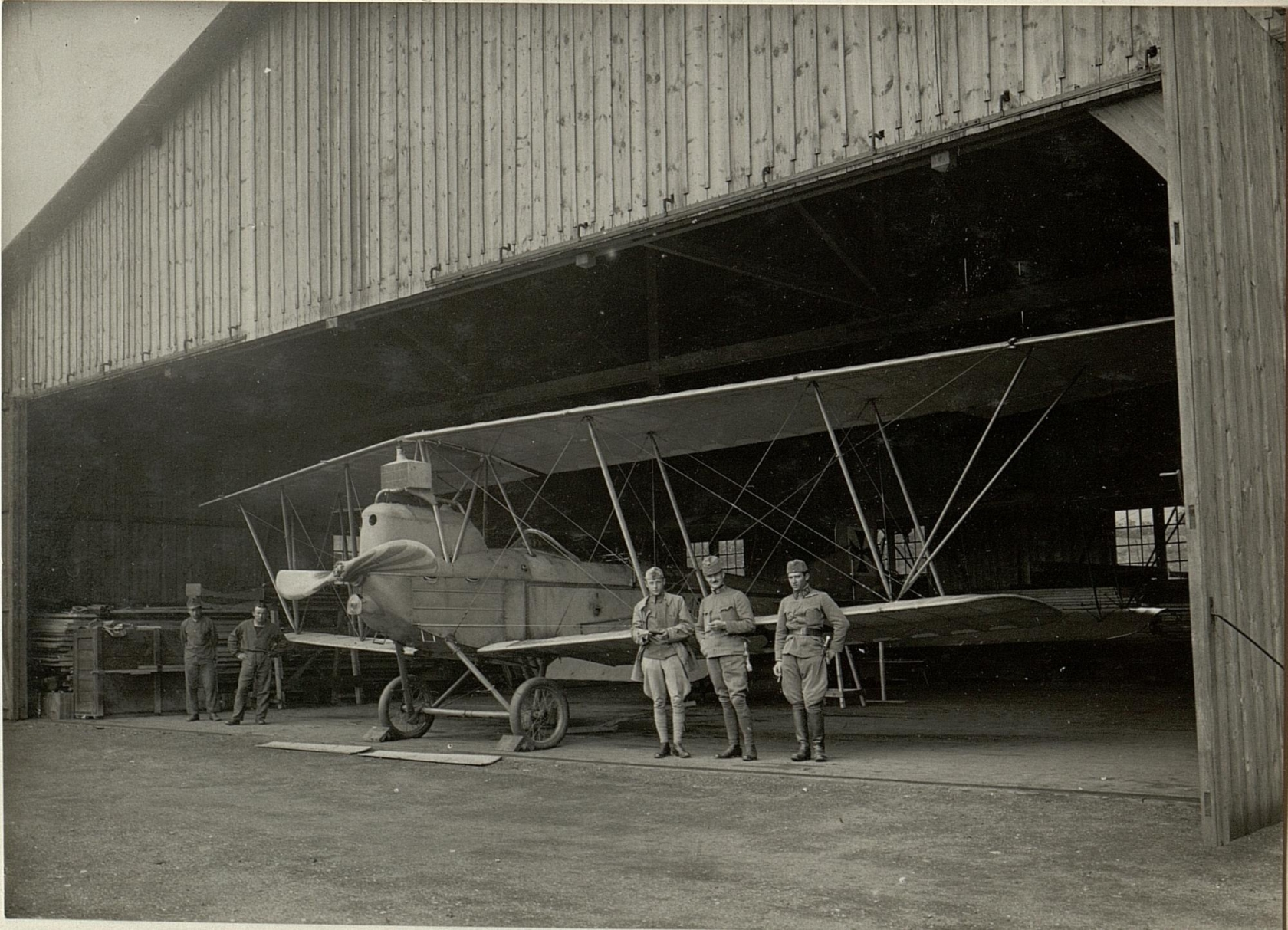
Průzkumný letoun Lohner B.VII

V roce 1914 bylo vojenské letectvo, podléhající Vzduchoplaveckému náhradnímu oddílu (Luftschiffer Ersatzabteilung), stále ještě ve stavu výstavby (od roku 1911 probíhal soustavný výcvik vojenských pilotů). Pro jednotlivá armádní velitelství byly vytvořeny letecké roty a balónové roty. V prvních válečných měsících se tyto jednotky zabývaly hlavně leteckým průzkumem, piloty a veliteli letadel byli poddůstojníci a pozorovateli důstojníci. Během války se však začal počet leteckých jednotek výrazně zvyšovat a došlo k jejich rozdělení podle typů letadel.
Organizační struktura vojenského letectva:
- J – stíhací letecké roty (Jagdfliegerkompanie)
- D – pozorovací letecké roty (Divisionsfliegerkompanie)
- F – zvědné letecké roty (Fernaufklärungskompanie)
- P a Rb – jednotky pro letecké snímkování (Photoaufklärerkompanie a Reihenbildaufklärerkompanie)
- S a K – bitevní letecké roty (Schutzfliegerkompanie a Korpsfliegerkompanie)
- G – těžké bombardovací letecké roty (Grossflugzeugkompanie)

V době vypuknutí války mělo vojenské letectvo celkem 15 leteckých rot (Fliegerkompanien), 12 pevnostních balonových oddílů (Festungballonabteilung) a jeden oddíl vzducholodí. Celkem čítala jedna letecká rota 32 letadel, přičemž byla tvořena osmi letkami po čtyřech strojích. Protože letecké jednotky vznikly až těsně před vypuknutím války (1912), nebyl čas na vytvoření zvláštního stejnokroje ani zvláštní barvy límcových výložek. Příslušníci vojenského letectva proto nosili standardní uniformy v barvě štičí šedi a výložky v barvě původního vojenského tělesa, od kterého přešli k letectvu. Piloti si oblékali kombinézy a kalhoty z hnědé nebo černé kůže a kožené kukly s leteckými brýlemi. Nezbytnou součástí pilotního stejnokroje byla vlněná šála.

#### Pobřežní jednotky
V okamžiku první italské hrozby válečnému přístavu Terst rozhodl velitel Terstské námořní oblasti (Seebezirkkommandant), kontradmirál Alfred svobodný pán von Koudelka o vytvoření jednotky námořní pěchoty s názvem Terstský námořní prapor (Seebataillon Trieste). Prapor se úspěšně zapojil do obranných bojů v oblasti Duina během prvních sočských bitev. Nejprve spadal do stavu 187. pěší brigády. Zpočátku tvořili Terstský námořní prapor jen dvě roty, později se třetí rotou stala Trieste Jungschützen, tvořená dobrovolníky z řad studentů posledního ročníku terstských středních škol, kteří byli vybaveni námořními stejnokroji. Do stavu praporu bylo navíc zařazeno 12 kulometných družstev z pobřežní ochrany přístavu. Jako čtvrtá rota pak byla do praporu zařazena tzv. lagunová flotila (Lagunenflottille), která operovala s malými motorovými čluny v Terstském zálivu a v ústí řeky Soči. Tato jednotka byla v roce 1916 osamostatněna a v říjnu a listopadu 1917 sehrála důležitou úlohu při osvobození města Grada obojživelnou operací. Následně se podílela na zásobování pozemních jednotek přes laguny a kanály benátské oblasti, přičemž se její základnou stalo italské město Cáorle.
Další opatření spočívala ve vytvoření pobřežních dělostřeleckých baterií, které měly bránit otevřený Terstský záliv před útoky z moře. Tyto dělostřelecké baterie byly umístěny po celém pobřeží až k Istrijskému poloostrovu a jejich obsluhy byly také začleněny do stavu Terstského námořního praporu. Během dvanácté bitvy na Soči bylo několik pobřežních baterií motorizováno a následně se v rámci armádního dělostřelectva dostaly až k řece Piavě. Poté měly být tyto baterie nasazeny při obléhání Benátek.

#### Vojenští duchovní

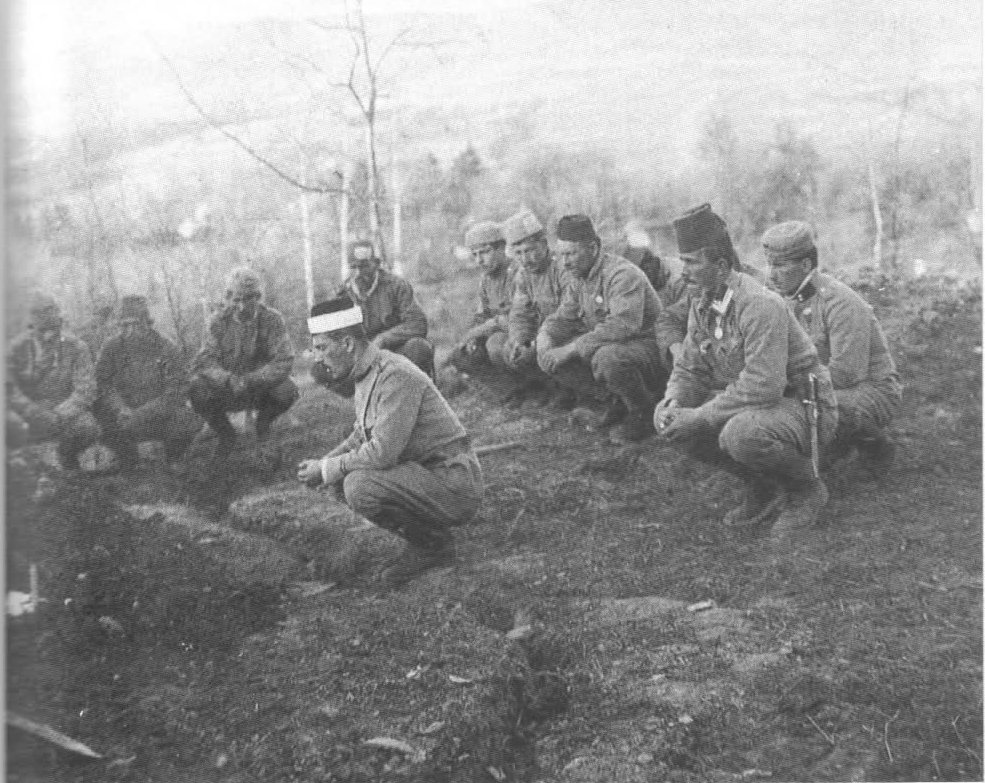
Bosenský vojenský imám v rakousko-uherské armádě

I když vládnoucí konfesí bylo v Rakousko-Uhersku římskokatolické náboženství, několik menších národností monarchie vyznávalo jinou víru a armáda byla nucena zabezpečit vojenské duchovní i těchto náboženství. Nejrozsáhlejší skupinou příslušníků duchovní služby byli římskokatoličtí kněží, které následovali řeckokatoličtí duchovní, pravoslavní duchovní, luteránští a kalvínští protestantští duchovní. Židovští rabíni působili ve vojsku jen za války a zabezpečovali duchovní péči pro izraelity (Israelitische Militärseelsorge), stejně jako muslimští imámové (Islamitische Militärseelsorge) pro vojáky bosensko-hercegovinských jednotek.
Stejnokroje duchovních se vyznání od vyznání nijak nelišily, tito duchovní nosili specifické atributy své víry pouze během náboženských obřadů. V poli nosilo mnoho duchovních důstojnické uniformy s černými výložkami bez hodnostního označení. Rabíni při náboženských úkonech zahalovali hlavu a ramena do plátěného přehozu bílé barvy s pěti pruhy modré barvy na okrajích. Muslimští duchovní nosili na hlavě tradiční islámské fezy. Hlavním rozlišovacím znakem vojenského duchovního bylo hodnostní označení na rukávech, přičemž nejběžnější byly tři zlaté pásky na černém podkladě, což byla hodnost, která u duchovní služby odpovídala kapitánovi (u katolických duchovních měla označení polní kurát – Feldkurat). Toto označení nosili v týlových nemocnicích také členové řeholních řádů na rukávech svých řádových oděvů.

#### Pomocný ženský personál
V roce 1916 vydalo rakousko-uherské ministerstvo války souhlas se zařazením dobrovolnic na místa v kancelářích a v proviantní službě v hlubokém týlu a pro službu v etapních jednotkách. Během roku 1917 se počet dobrovolnic neustále zvyšoval. V lednu 1918 již v hlubokém týlu působilo 60 000 žen a dalších 27 000 v armádních etapách. Do října 1918 tento počet stoupl na 107 000 žen v týlu a 33 000 žen v armádních etapách. Dále působily v polních a záložních nemocnicích ošetřovatelky Červeného kříže, a také ženy působící přímo ve frontovém pásmu.
Počátkem roku 1918 bylo rozhodnuto o standardizaci oblečení zaměstnaných žen a základnímu služebnímu členění. V rámci kancelářské služby na ministerstvu a v týlových úřadech došlo k vytvoření dvou služebních stupňů – asistentka 1. třídy (plně kvalifikované kancelářská pomocnice) a asistentka 2. třídy (méně kvalifikovaná kancelářská pomocnice). Armádní velení se nechtělo zabývat otázkami ženských stejnokrojů, ale zároveň se snažilo předcházet "módním výstřelkům". Vznikly tedy šedozelené kostýmy, jejichž nošení však nebylo závazné a nadřízení museli své asistentky spíše přemlouvat.

### Střelecké spolky a dobrovolníci

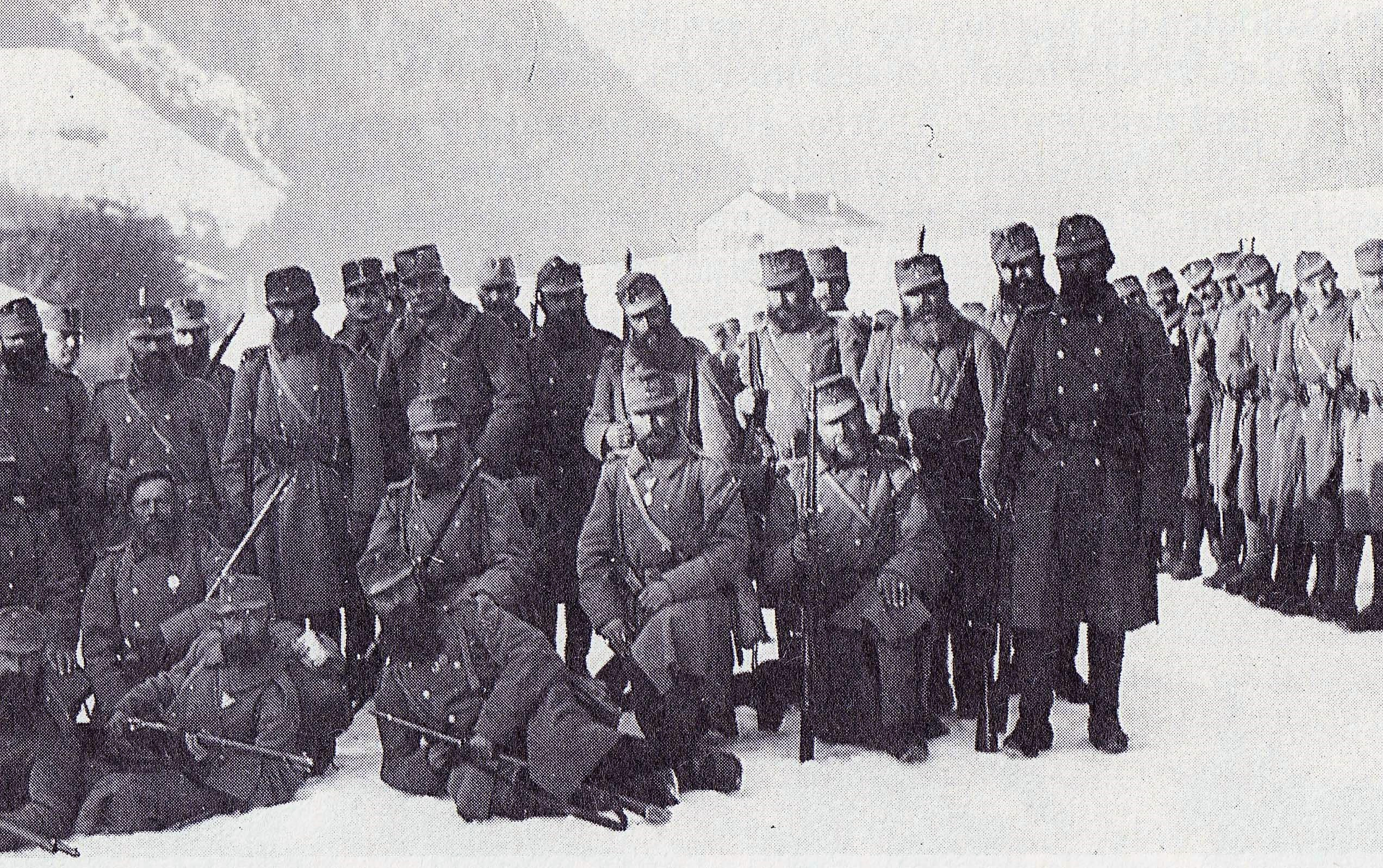
Členové střeleckého spolku v roce 1915

Střelecké spolky (Standschützen) měly zvláštní tradici mezi obyvateli horských oblastí Tyrolska a Vorarlbergu. Jejich příslušníci už po staletí prokazovali vysokou loajalitu vůči Habsburkům a panovnickému domu. Podle zvláštních privilegií pro Tyrolsko a Vorarlberg měli zdejší členové střeleckých spolků právo na přechovávání střelných zbraní ve svých domovech. Jednotlivé spolky byly vytvářeny buď ve městech a městečkách nebo v rámci několika vesnic jednotlivých horských údolí. Jelikož bojeschopní muži byli mobilizováni na ostatní fronty, tvořili členstvo spolků starci a nedospělí chlapci. Zvláštností byla skutečnost, že důstojníci a poddůstojníci byli vybíráni hlasováním všech členů spolku.
V roce 1915, když vstup Itálie do války ohrožoval také Tyrolsko, ukázaly střelecké spolky opět svou oddanost monarchii a nabídly vytvoření zvláštních jednotek pro obranu země (např. vlašští Tyroláci jejichž mateřským jazykem byla italština postavili 3 500 dobrovolníků a zůstali naprosto loajální vůči císaři). Návrh byl ochotně přijat, a tak došlo k vytvoření útvarů o síle 20 000 až 24 000 tyrolských zemských střelců, mezi nimž byli jak školáci, tak staří muži, kteří ve vojsku sloužili o několik desetiletí dříve. Z počátku bylo jejich vybavení chudé, ale během několika měsíců došlo k rapidnímu zlepšení, protože jednotky byly postupně vybaveny vojenskými stejnokroji a výstrojními doplňky a došlo ke standardizaci výzbroje. Kromě standardních zimních stejnokrojů se nosily bílé maskovací potahy, které se oblékaly přes standardní zimní kabáty a čepice. Aby se tyto jednotky odlišily od pravidelných vojenských útvarů, nosily na límcích za hodnostním označením zemské znaky (např. tyrolskou orlici).
Pro vojenské nasazení tvořily jednotlivé střelecké spolky samostatné roty a prapory, pokud bylo více než 200 mužů ze stejného města či oblasti. Jejich příslušníci prokázali obdivuhodnou vytrvalost a bojové schopnosti při vedení obranných akcí v horském a vysokohorském terénu, ovšem jejich zapojení do útočných operací standardní pěchoty bylo nemyslitelné. Navíc poté, co mladí chlapci dospěli do odvodního věku a nejstarší dobrovolníci byli zproštěni vojenské služby, začaly tyto jednotky ztrácet na síle a do května 1917 klesly jejich početní stavy až na polovinu.
Vlastenecké cítění, které se projevilo v rakouských zemích zvláště poté, co Itálie vyhlásila Rakousko-Uhersku válku, umožnilo vznik dobrovolnických střeleckých jednotek na podobném základě jako u tyrolských a vorarlberských střeleckých spolků.
Organizační struktura zahrnovala několik střeleckých praporů:
- v Korutanech (Kärntner Freiwillige Schützen)
- v Horních Rakousích (Oberösterreichische Freiwillige Schützen)
- v Salcbursku (k. k. freiwillige Schützen Salzburgs)
- ve Štýrsku (Steirisches freiwilliges Schützenbataillon)
- v Mariboru (k. k. freiwilliges Schützenbataillon Marburg Nr. IV)
- v Lublani (k. k. freiwilliges Schützenbataillon Laibach Nr. V) a z cyklistů složený (k. k. freiwilliges Schützenbataillon Nr. 201)
- v Terstu (k. k. freiwilliges Schützenbataillon Triest Nr. VII)
- a přímo ve Vídni (Wiener Bürger Scharfchützenkorps)

Výzbroj těchto jednotek byla velice rozmanitá (od tuzemských pušek Mannlicher, přeš německé Mausery až po kořistní ruské pušky Mosin-Nagant. Stejnokroje byly doplňovány či nahrazovány v závislosti na množství místních skladů. Stejně jako u zeměbrany měli dobrovolníci výložky trávově zelené barvy.

### Národní dobrovolníci
Politická situace v okamžiku vypuknutí války, vedla ke vzniku národně-osvobozeneckých institucí, přičemž některé byly tvořeny nejen politickými kluby, ale též organizovaly paramilitariální skupiny. V době míru se převážně věnovali sportovním aktivitám. Navzdory tomu, že mezi rakousko-uherskými úřady a různými tajnými nacionalistickými sdruženími docházelo k dlouhodobé "ilegální válce", nebyla vídeňská vláda proti těm skupinám, které mohly ohrozit nepřátele Rakousko-Uherska.

#### Polská legie
Nejprominentnější místo mezi národními dobrovolníky získali Poláci, kteří se snažili o obnovu polského státu. Třetí dělení Polska bylo nakonec ratifikováno vídeňským kongresem v roce 1815, přičemž Rakousku zůstala Halič, Prusku Západní Prusko a Poznaňsko a zbývajících část původního Polska (80% území a 60% obyvatel) se dostala do ruských rukou. V roce 1867 poskytl císař celé Haliči určitou míru kulturní a jazykové autonomie, takže Rakousko-Uhersko se stalo pro všechny Poláky (zvláště pro ruské) atraktivním vzorem.
Józef Piłsudski byl 30. července 1914 postaven do čela polské paramilitariální organizace, která se nazývala Strzelcy. 19. srpna téhož roku souhlasilo rakousko-uherské Hlavní velitelství s výstavbou tzv. Polské legie v západní a východní Haliči, velícím jazykem se stala polština. Józef Piłsudski se stal velitelem 1. pluku polských střelců. Bez ohledu na kritický vývoj situace v Haliči pro Rakousko-Uhersko přitahovala Polská legie takové množství dobrovolníků, že v listopadu 1914 došlo k vytvoření Brigády polských střelců. Tato brigáda byla sice během zimy 1914/1915 značně oslabena, ale nový příliv dobrovolníků obnovil její bojeschopnost.

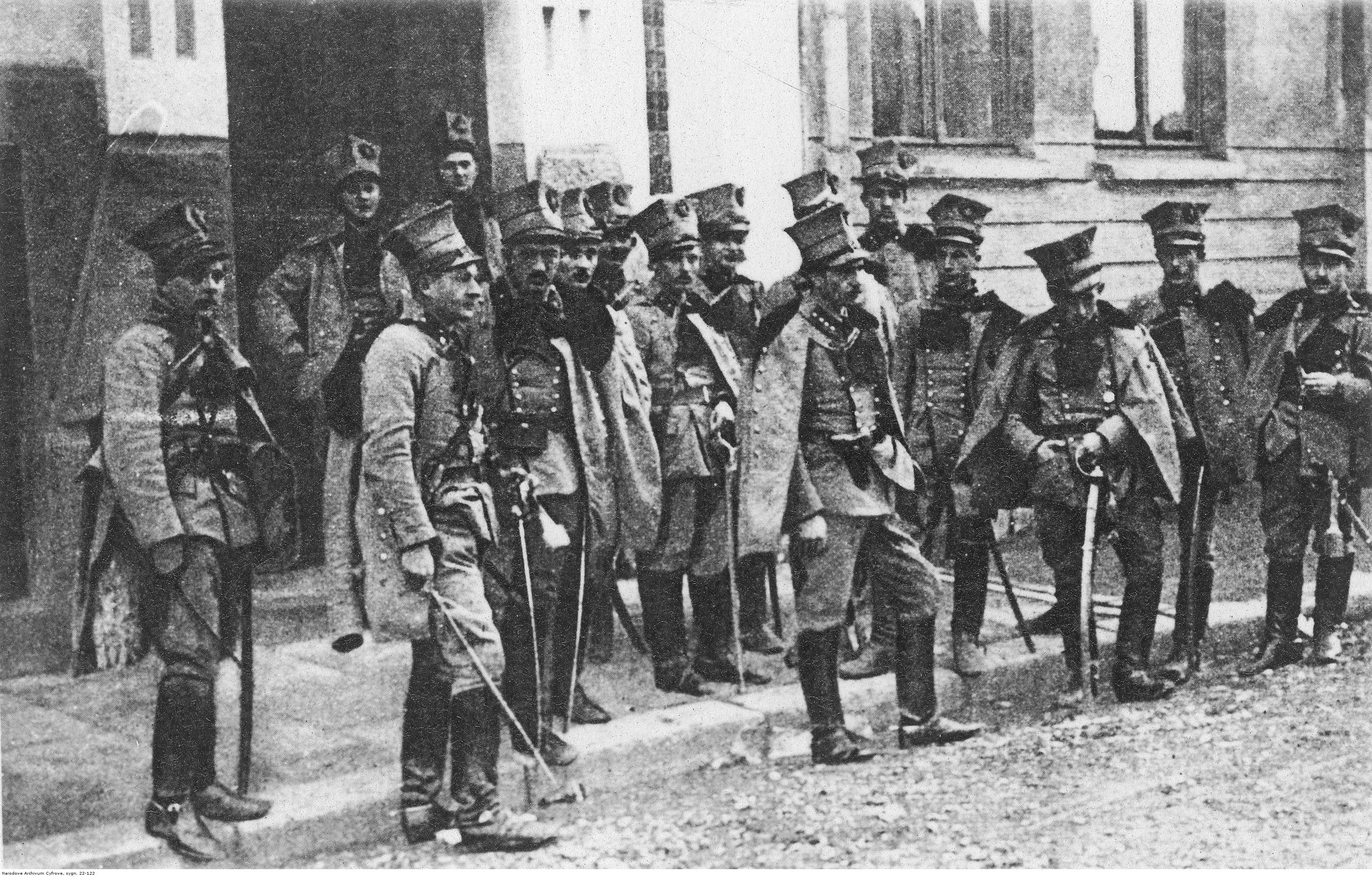
Huláni z I. brigády polské legie

Zároveň došlo k vytvoření 2. brigády polských střelců z východohaličských Poláků. Stavy brigády zahrnovaly dva pěší pluky, dvě jezdecké eskadrony a tři dělostřelecké baterie. Brigáda úspěšně zasahovala do bojů v oblasti Bukoviny po celý rok 1915. Později vznikly také základy 3. brigády. Všechny tři brigády byly nasazeny při zastavení ruské Brusilovovy ofenzívy a v srpnu 1916 byly sloučeny do Polského pomocného sboru (Polniches Hilfskorps). V roce 1917 ztroskotal pokus Vídně a Berlína o obnovu polského království, což bylo zapříčiněno i ruskou únorovou revolucí. V té době došlo k rozpuštění polských dobrovolnických jednotek (zachována byla pouze 2. brigáda, která zůstala loajální Rakousko-Uhersku až do roku 1918).
Polští dobrovolníci nosili standardní stejnokroje a standardní výzbroj a výstroj. Pokrývku hlavy tvořily polské čapky, buď měkká maciejówka nebo vyztužená rogatywka. Příslušníci hulánských eskadron nosili vysokou hulánskou čapku, odkazující na tradice polského jezdectva z dob napoleonských válek. Na všech pokrývkách hlavy se nacházela buď červenobílá kokarda nebo kovový odznak s polskou orlicí, doplněný písmenem S (strzelcy) nebo L (legion).

#### Ukrajinská legie
Vznik Ukrajinské legie fakticky kopíruje vznik obdobných polských jednotek. Političtí představitelé Ukrajinců (Rusínů) nabídli svoji pomoc s cílem vytvořit samostatný ukrajinský stát. Došlo k vytvoření střeleckého pluku s celkovým počtem 2 500 dobrovolníků. Jednotka vznikla pod označením Ukrajinští dobrovolní střelci (freiwillige ukrainnische Schützen), později však zdomácněl název Ukrajinská legie a její důstojníci užívali pojem "legionářský" před názvem své hodnosti. Kromě mužů sloužili mezi ukrajinskými dobrovolníky také ženy a několik jich bylo vyznamenáno za statečnost v boji.
Stejně jako Poláci i Ukrajinci nosili standardní uniformy rakousko-uherské pěchoty. Jejich pokrývky hlavy měl zvláštní specifický tvar. Příslušníci Ukrajinské legie sloužili v rakousko-uherské armádě až do března 1918, kdy se do brestlitevském míru stali základem ozbrojených sil nově vytvořené Ukrajinské lidové republiky.

#### Albánská legie
Na jaře 1916 po obsazení Albánie začalo Rakousko-Uhersko organizovat bezpečnostní službu v týlu. Kromě vojenského četnictva zde začaly vznikat také první domácí četnické jednotky z řad dobrovolníků. Navíc došlo k vytvoření miličního teritoriálního systému, jehož výsledkem bylo devět dobrovolnických praporů, jenž vznikly postupně v průběhu roku 1916 a zůstaly zachovány až do roku 1918.
Jejich důstojníci a poddůstojníci ovšem přišli z c. a k. armády. Několik albánských kmenů se přihlásilo dobrovolně k vojenské službě i se svými náčelníky.
Příslušníci Albánské legie byli často označovaní jako albánští dobrovolníci (Albanische Freiwillige). Sloužili při ochraně týlu a pobřeží proti diverzním italským, francouzským a řeckým jednotkám až do konce války. Nosili standardní armádní stejnokroje nebo malebný albánský národní kroj. Jako pokrývka hlavy sloužil buď albánský fez bílé barvy, nebo bosensko-hercegovinský fez s červeno-černou albánskou kokardou.

## Hodnosti a hodnostní označení rakousko-uherské armády
| Pěchota                                                       | Jezdectvo                                      | Dělostřelectvo                                              | Myslivci                                       | Výložky | Výložky horských myslivců |
| ------------------------------------------------------------- | ---------------------------------------------- | ----------------------------------------------------------- | ---------------------------------------------- | ------- | ------------------------- |
| Mužstvo                                                       |                                                |                                                             |                                                |         |                           |
| vojín (Infanterist) (Inf., Inft.)                             | dragoun (Dragoner) husar (Husar) hulán (Ulan)  | dělostřelec (Kanonier)                                      | myslivec (Jäger)                               |         |                           |
| svobodník (Gefreiter) (Gft., Gfrt.)                           | svobodník (Gefreiter)                          | nápředník (Vormeister)                                      | závodčí (Patrouillenführer)                    |         |                           |
| Poddůstojníci                                                 |                                                |                                                             |                                                |         |                           |
| desátník (Korporal) (Korp., Kpl.)                             | desátník (Korporal)                            | dělostřelecký nápředník (Geschütz-Vormeister)               | podmyslivec (Unterjäger)                       |         |                           |
| četař (Zugsführer) (Zgsf., Zgsfr.)                            | četař (Zugsführer)                             | četař (Zugsführer)                                          | četař (Zugsführer)                             |         |                           |
| šikovatel (Feldwebel) (Fldw.)                                 | strážmistr (Wachmeister)                       | střelmistr (Feuerwerker)                                    | nadmyslivec (Oberjäger)                        |         |                           |
| kadet (Kadett) (Kdt.)                                         | kadet-strážmistr (Kadett-Wachtmeister)         | kadet-střelmistr (Kadett-Feuerwerker)                       | kadet-nadmyslivec (Kadett-Oberjäger)           |         |                           |
| štábní šikovatel (Stabs-Feldwebel) (StbFldw.)                 | štábní strážmistr (Stabs-Wachtmeister)         | štábní střelmistr (Stabs-Feuerwerker)                       | štábní nadmyslivec (Stabs-Oberjäger)           |         |                           |
| důstojnický zástupce (Offiziersstellvertreter) (od roku 1915) | důstojnický zástupce (Offiziersstellvertreter) | důstojnický zástupce (Offiziersstellvertreter)              | důstojnický zástupce (Offiziersstellvertreter) |         |                           |
| Důstojničtí čekatelé                                          |                                                |                                                             |                                                |         |                           |
| kadet-důstojnický zástupce                                    | kadet-důstojnický zástupce                     | kadet-důstojnický zástupce (Kadett-Offiziersstellvertreter) | kadet-důstojnický zástupce                     |         |                           |
| praporčík (Fähnrich) (Fhr.)                                   | praporčík (Fähnrich)                           | praporčík (Fähnrich)                                        | praporčík (Fähnrich)                           |         |                           |
| Nižší důstojníci                                              |                                                |                                                             |                                                |         |                           |
| poručík (Leutnant) (Lt.)                                      | poručík (Leutnant)                             | poručík (Leutnant)                                          | poručík (Leutnant)                             |         |                           |
| nadporučík (Oberleutnant) (Oblt.)                             | nadporučík (Oberleutnant)                      | nadporučík (Oberleutnant)                                   | nadporučík (Oberleutnant)                      |         |                           |
| Kapitáni                                                      |                                                |                                                             |                                                |         |                           |
| kapitán (Hauptmann) (Hpt., Hptm.)                             | rytmistr (Rittmeister)                         | kapitán (Hauptmann)                                         | kapitán (Hauptmann)                            |         |                           |
| Vyšší důstojníci                                              |                                                |                                                             |                                                |         |                           |
| major (Major) (Mjr.)                                          | major (Major)                                  | major (Major)                                               | major (Major)                                  |         |                           |
| podplukovník (Oberstleutnant) (Obstl.)                        | podplukovník (Oberstleutnant)                  | podplukovník (Oberstleutnant)                               | podplukovník (Oberstleutnant)                  |         |                           |
| plukovník (Oberst) (Obst.)                                    | plukovník (Oberst)                             | plukovník (Oberst)                                          | plukovník (Oberst)                             |         |                           |
| Generálové                                                    |                                                |                                                             |                                                |         |                           |
| generálmajor (Generalmajor) (Gmjr.)                           |                                                |                                                             |                                                |         |                           |
| polní podmaršálek (Feldmarschalleutnant) (Fmlt.)              |                                                |                                                             |                                                |         |                           |
| generál pěchoty (General der Infanterie) (GdI)                | generál jezdectva (General der Kavallerie)     | polní zbrojmistr (Feldzeugmeister)                          |                                                |         |                           |
| generálplukovník (Generaloberst)                              |                                                |                                                             |                                                |         |                           |
| polní maršál (Feldmarschall) (FM.)                            |                                                |                                                             |                                                |         |                           |

## Prapory

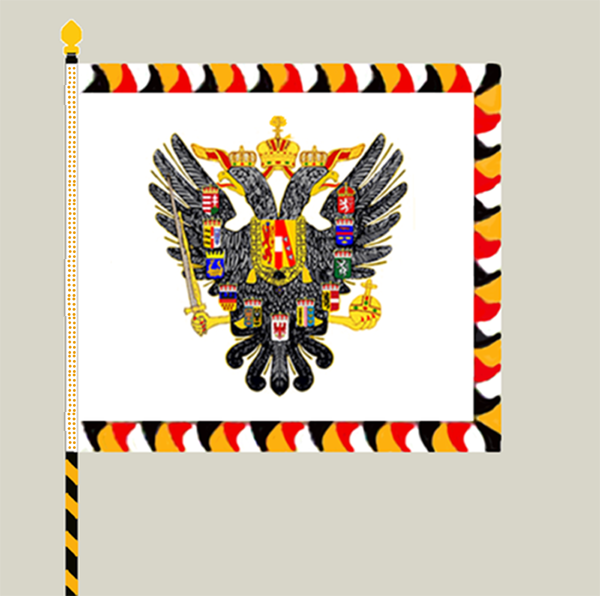
Prapor jednotky „společné armády“ v bílém a c.k. domobrany (líc)
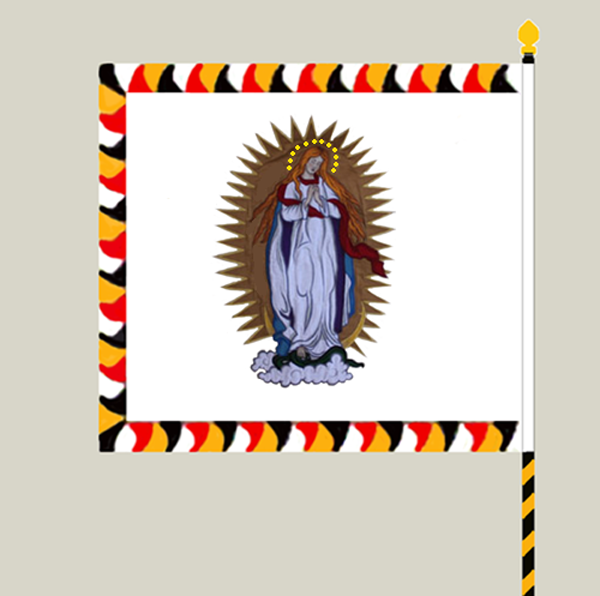
Prapor jednotky „společné armády“ v bílém (rub)
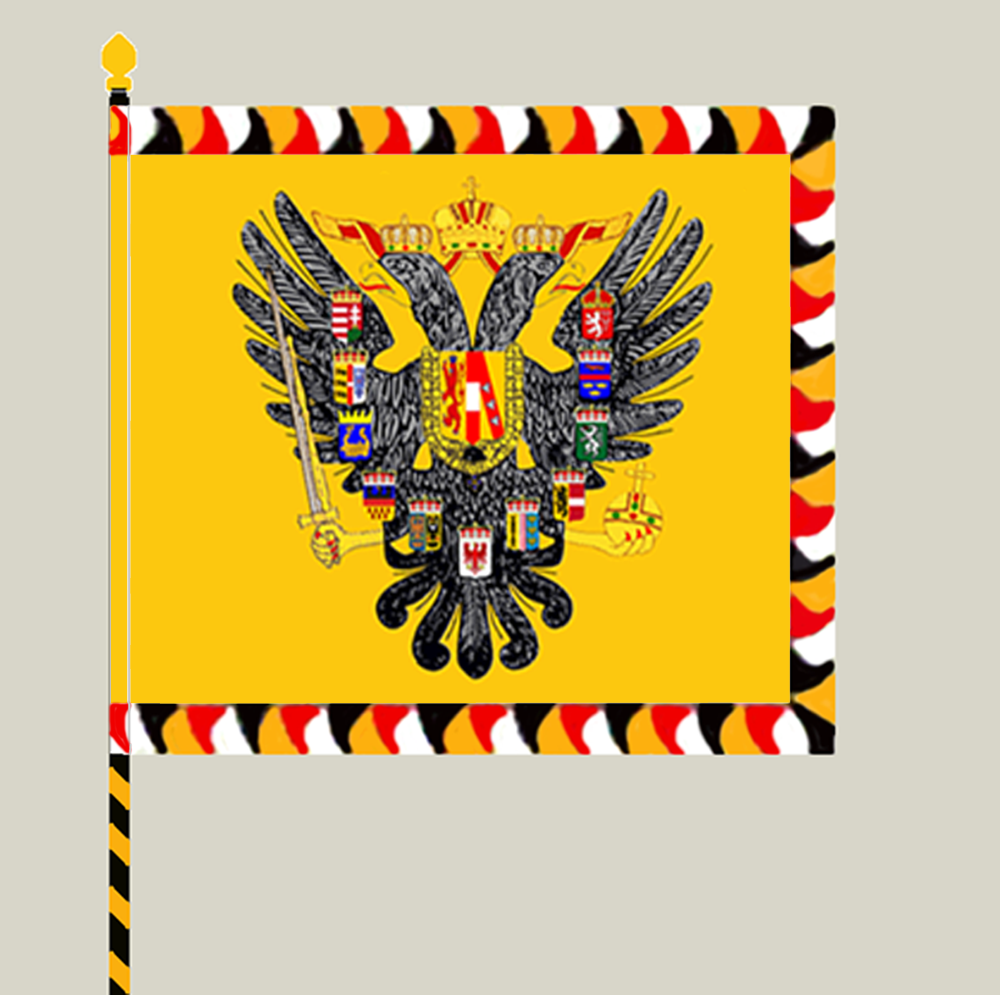
Prapor jednotky „společné armády“ ve žlutém (obě strany stejné)
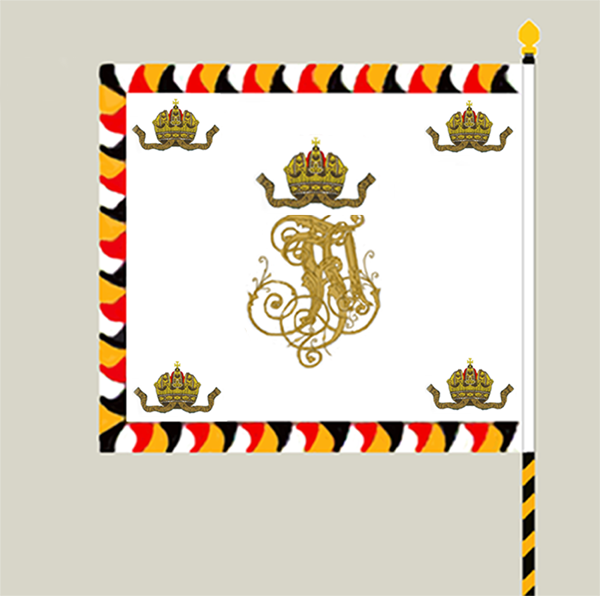
Prapor jednotky c.k. domobrany (líc)
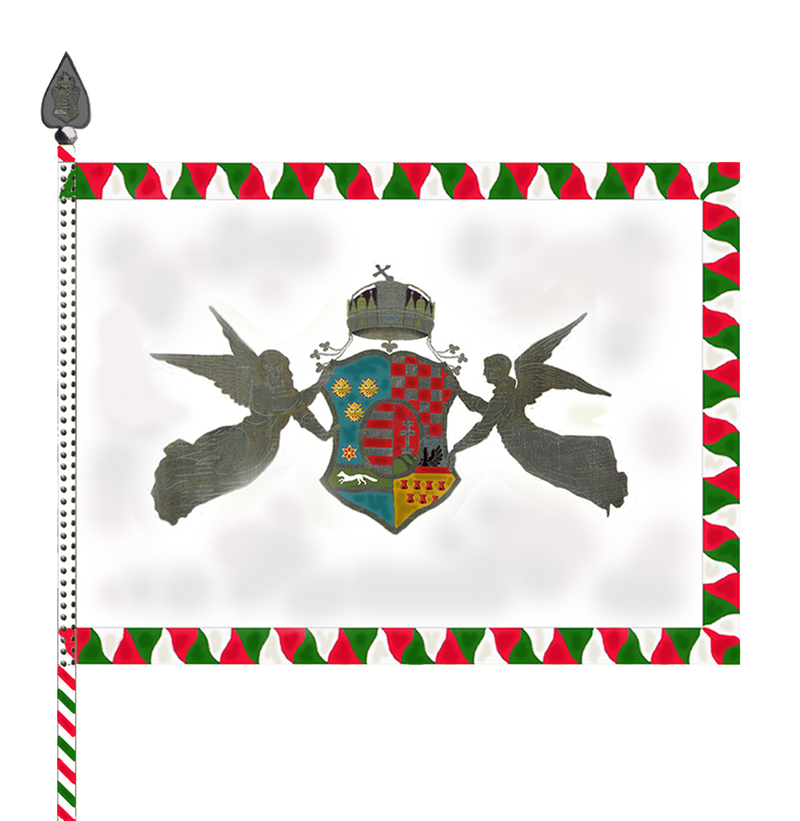
Prapor jednotky c.k. domobrany (Honvéd) (líc)
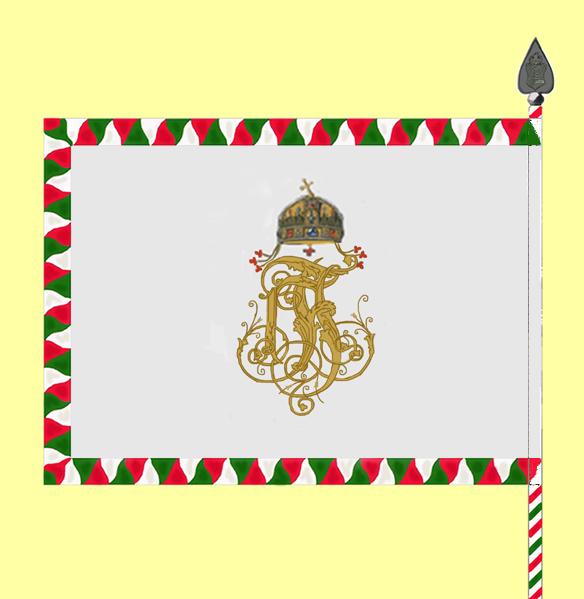
Prapor jednotky c.k. domobrany (Honvéd) (rub)
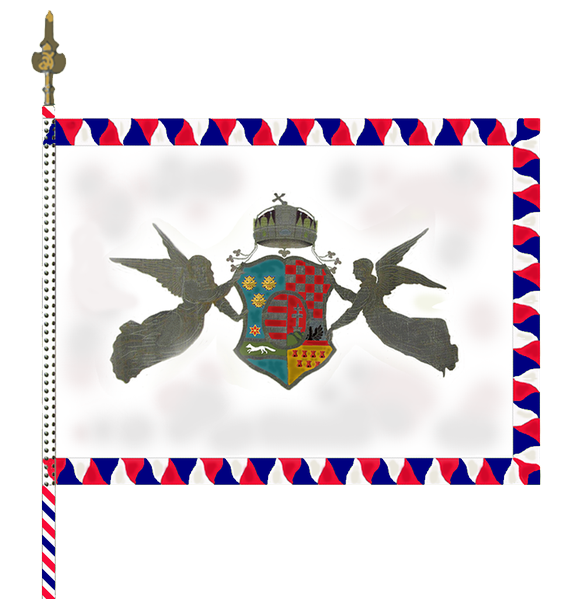
Prapor jednotky chorvatsko-slovinské domobrany (líc)
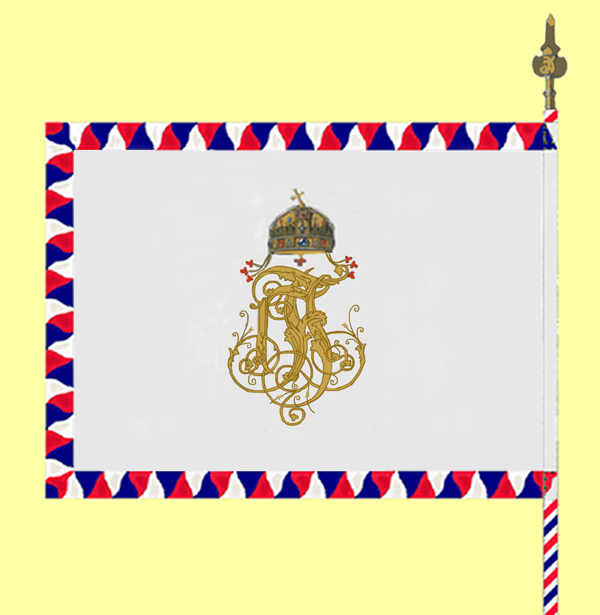
Prapor jednotky chorvatsko-slovinské domobrany (rub)

## Ukázka uniforem

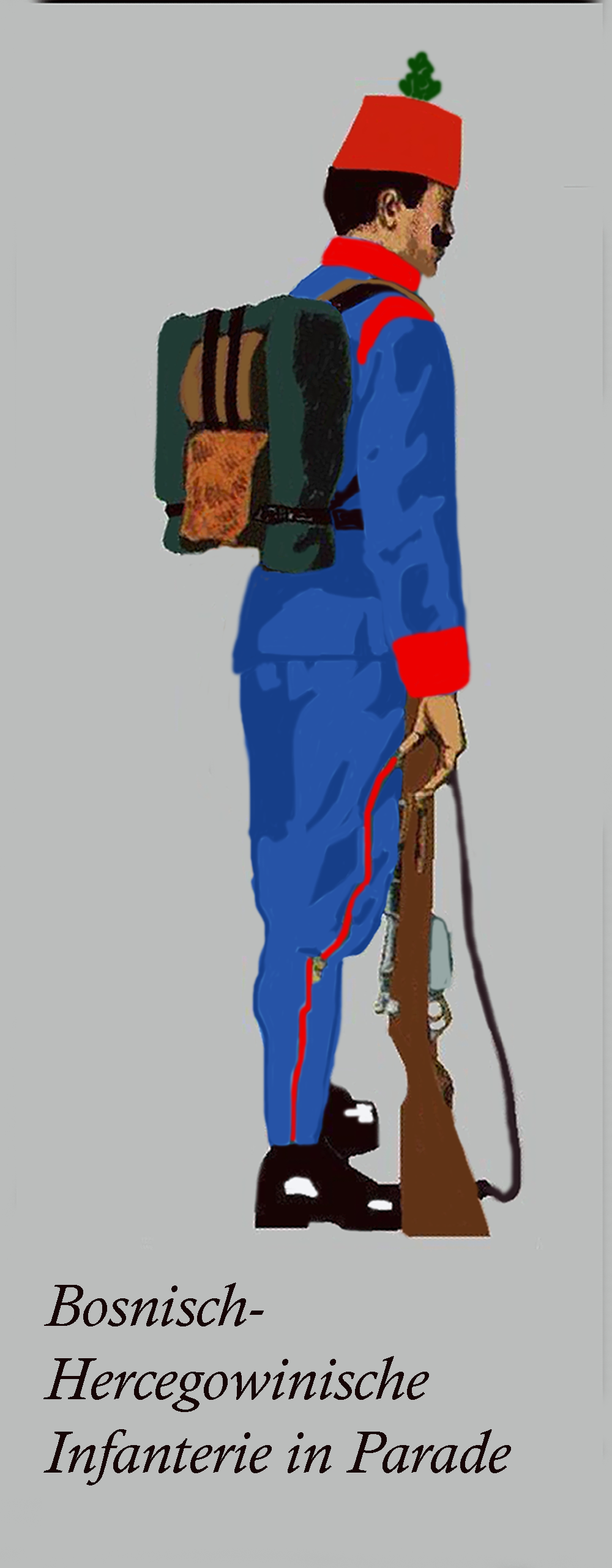
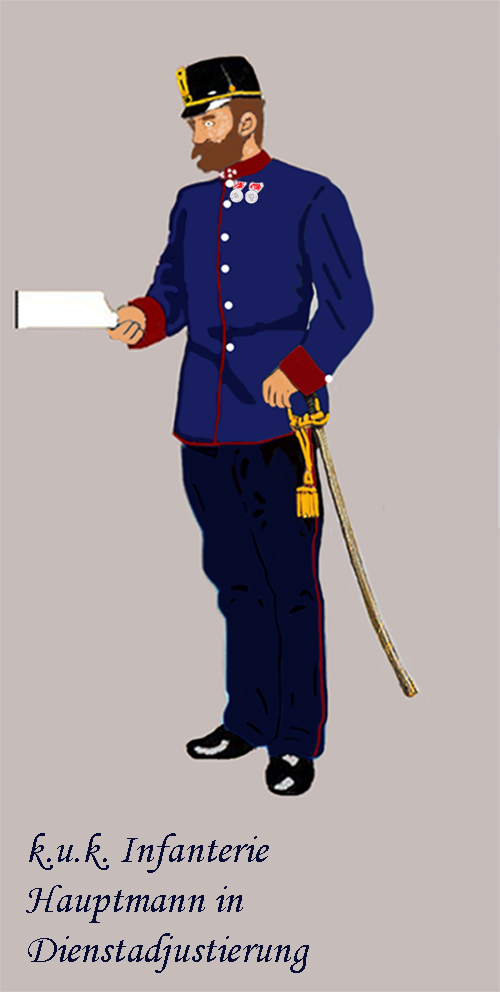
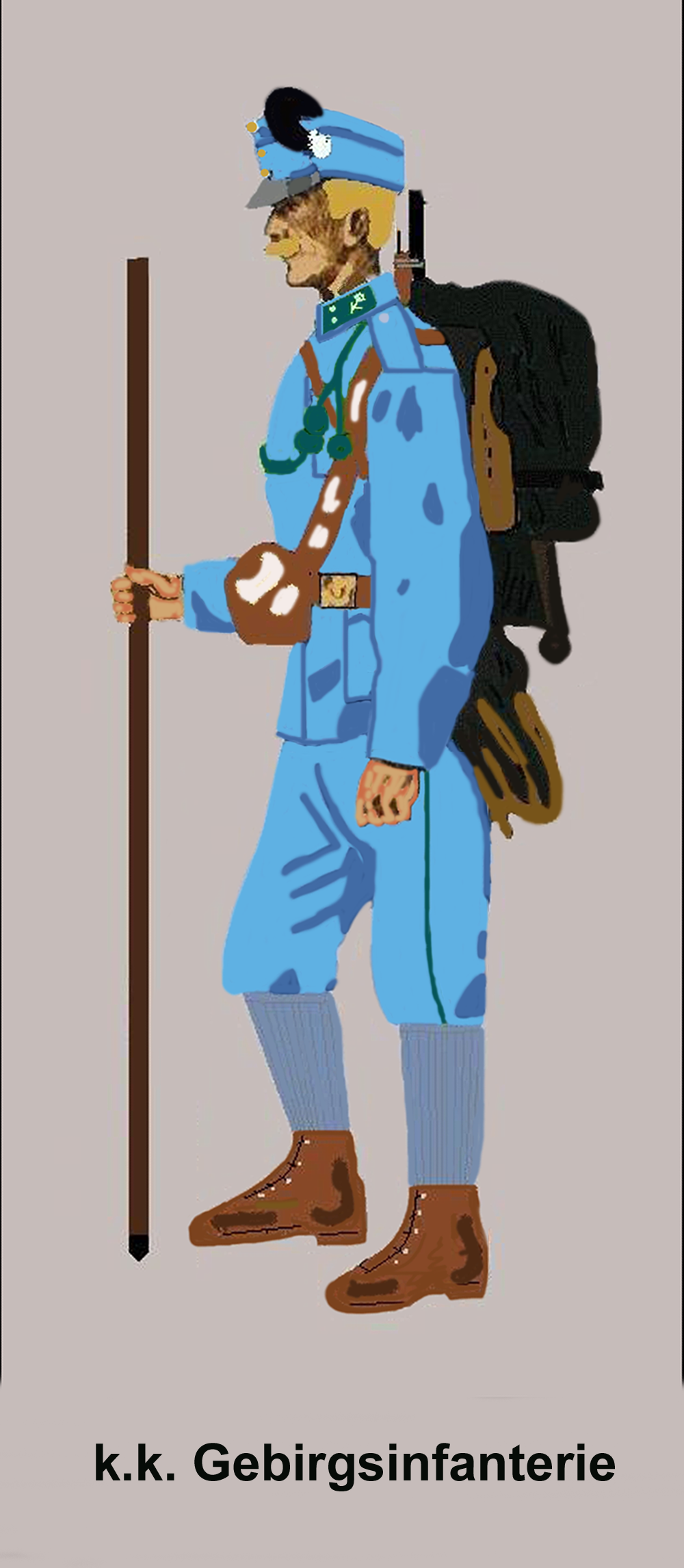
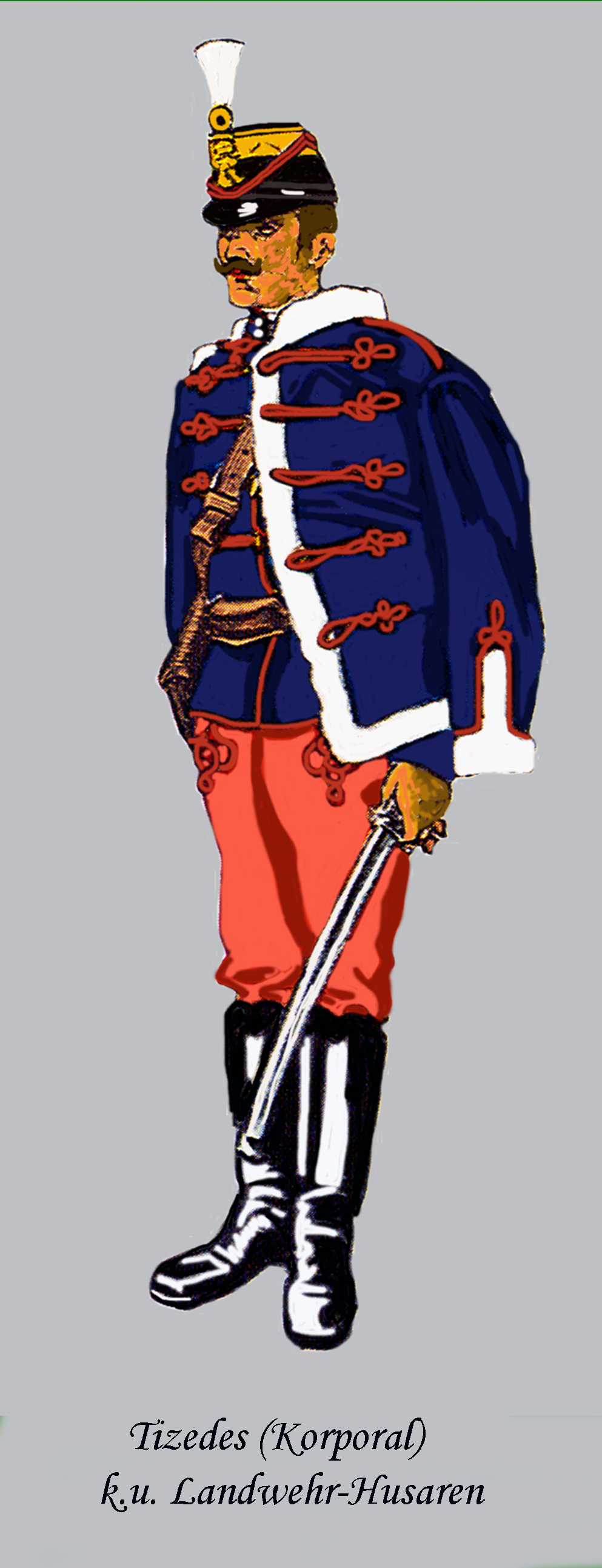
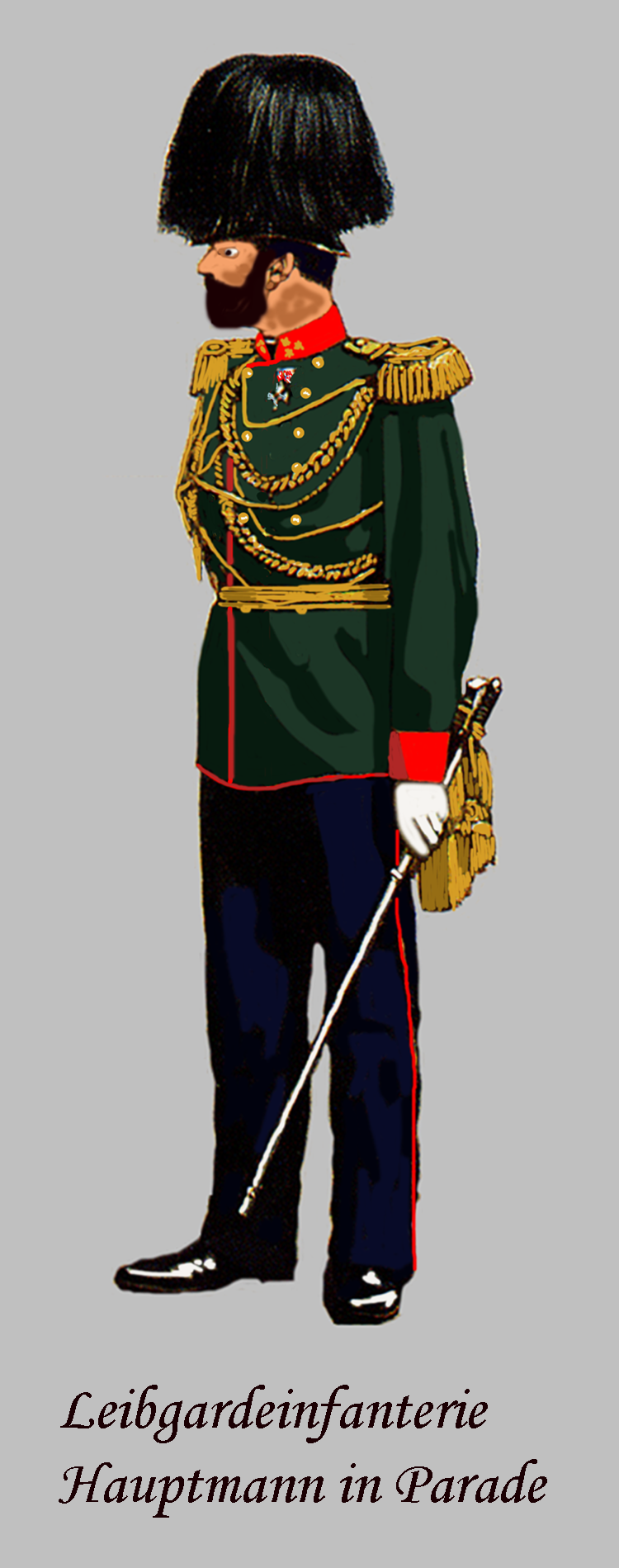
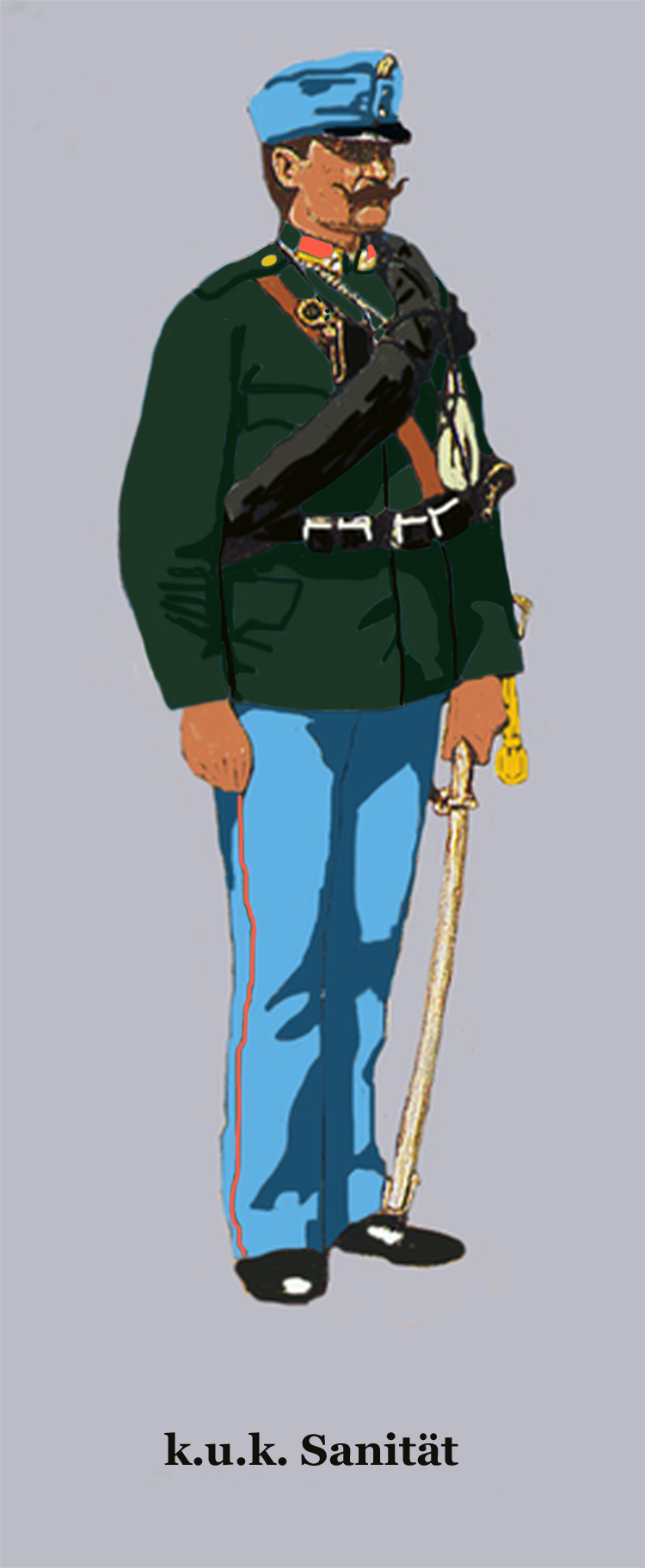
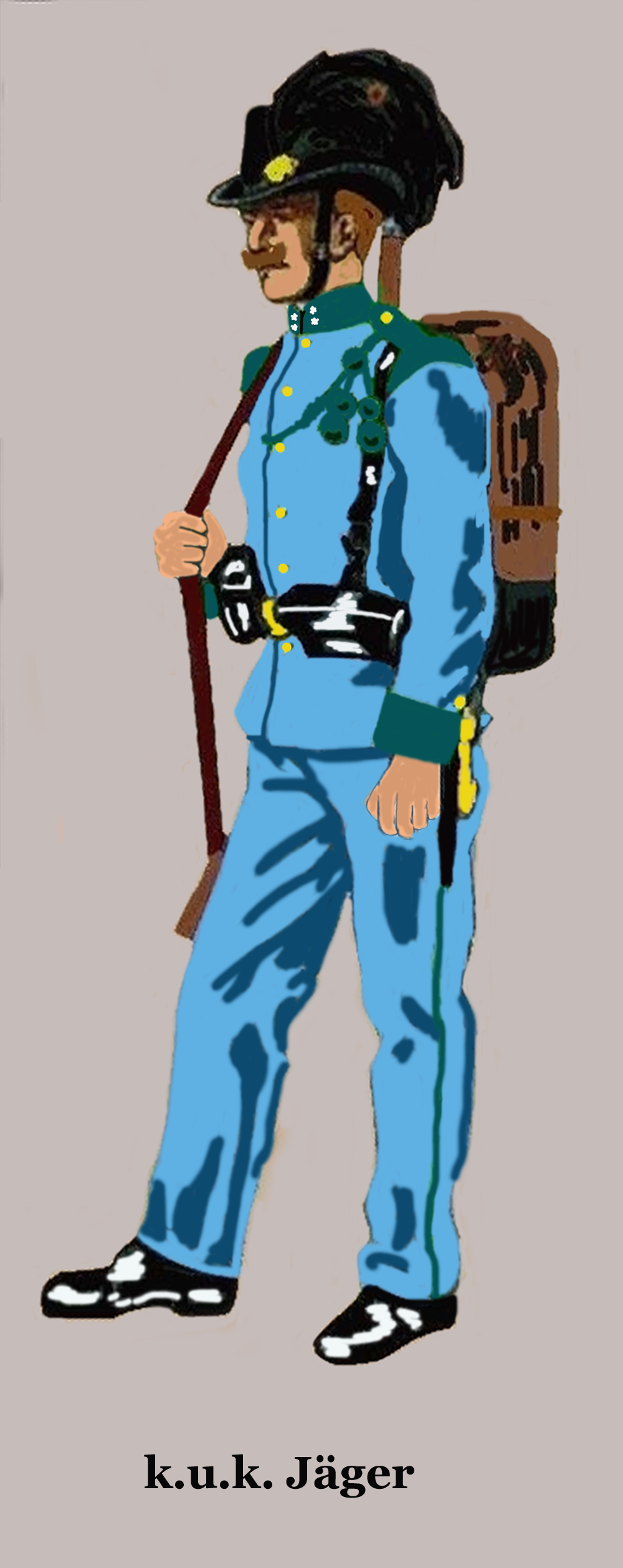
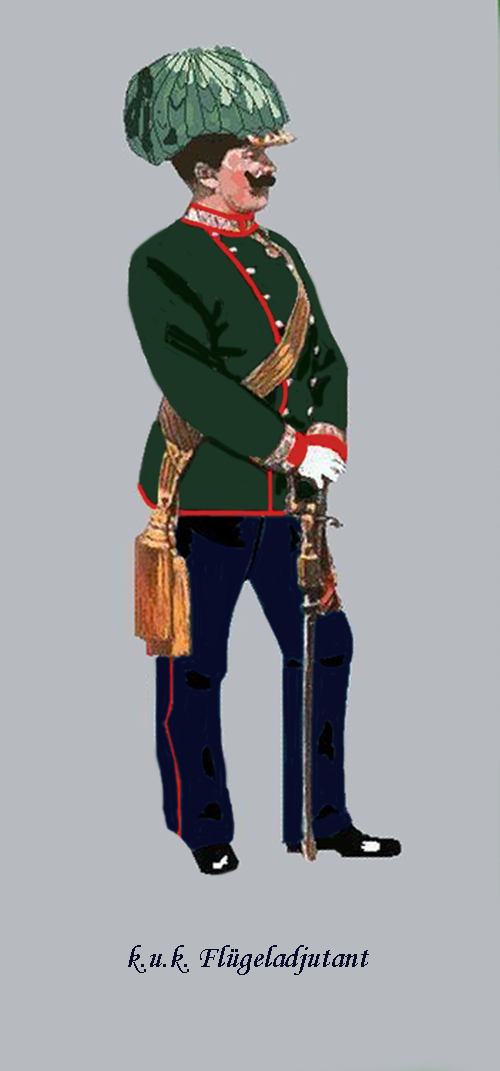
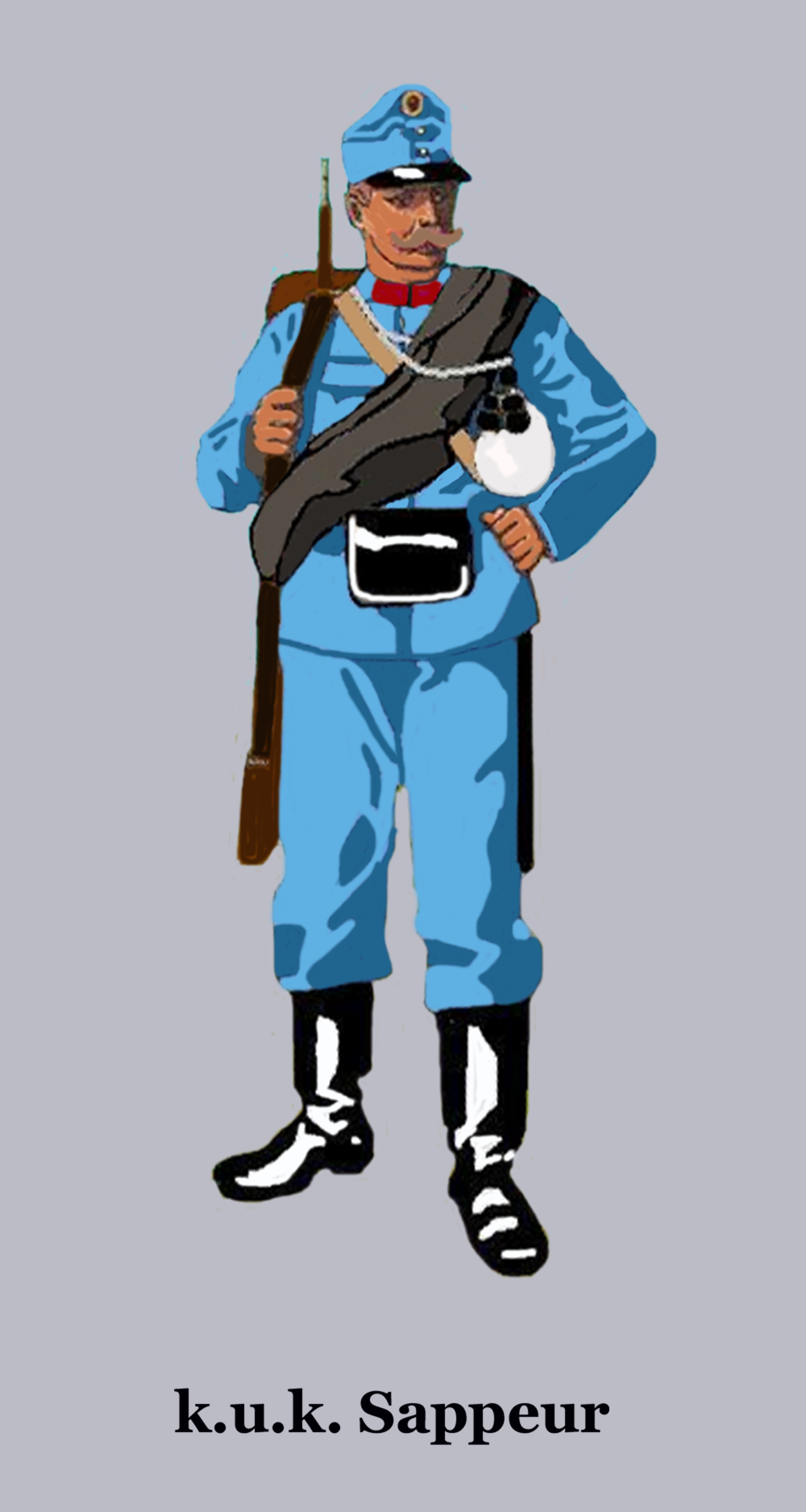
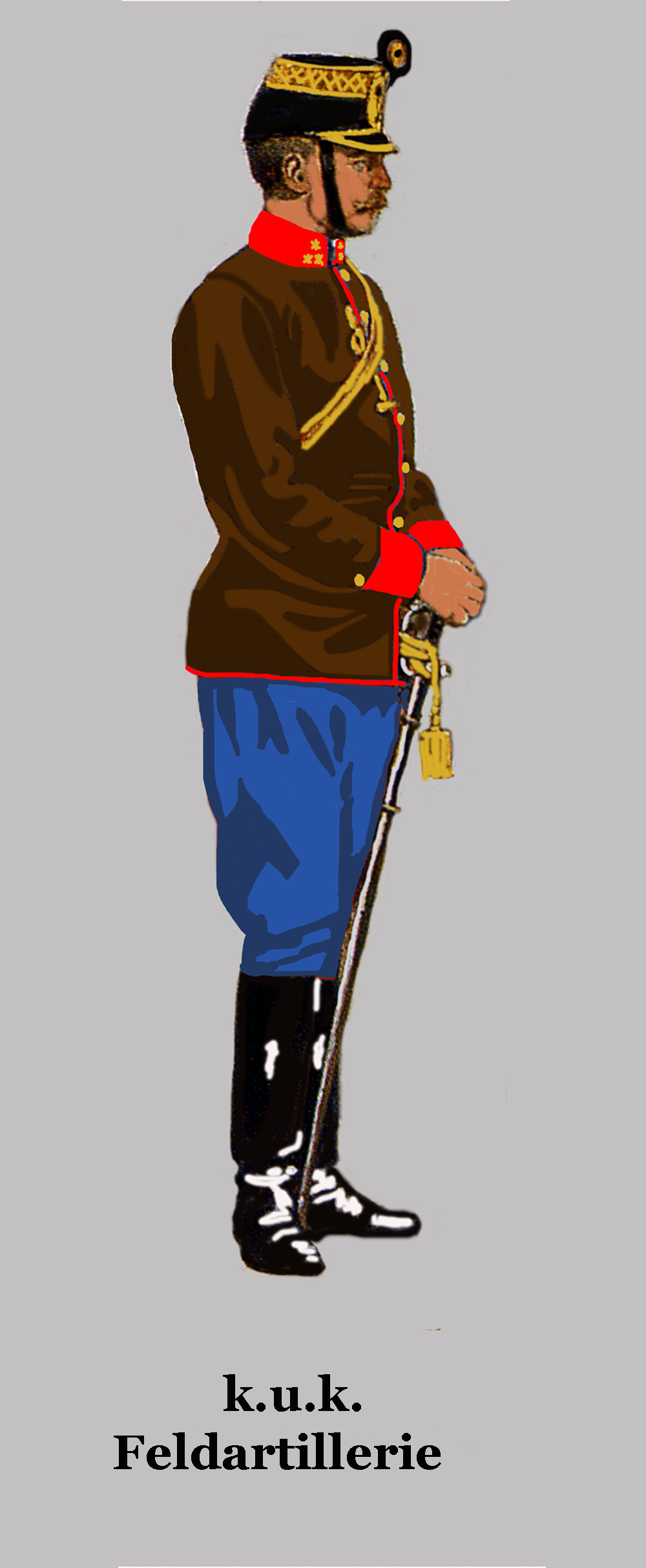
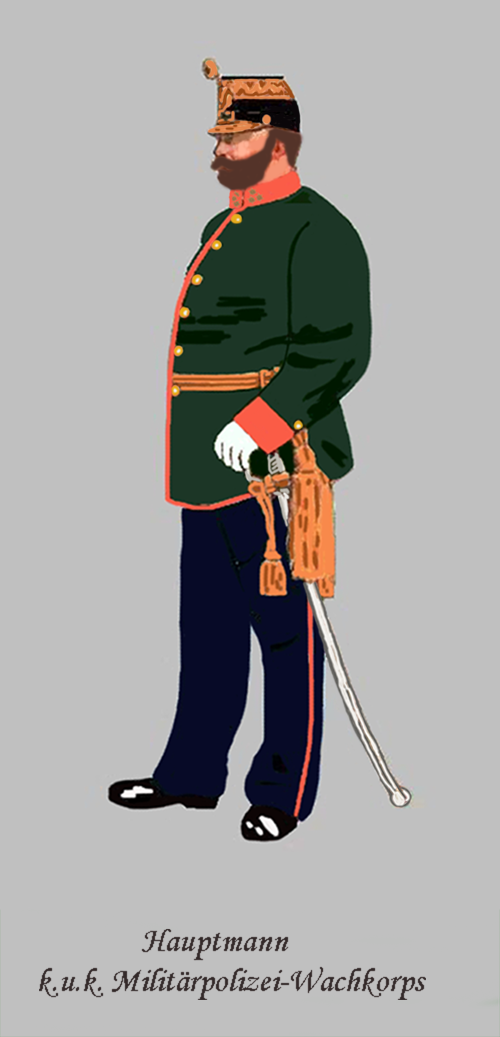
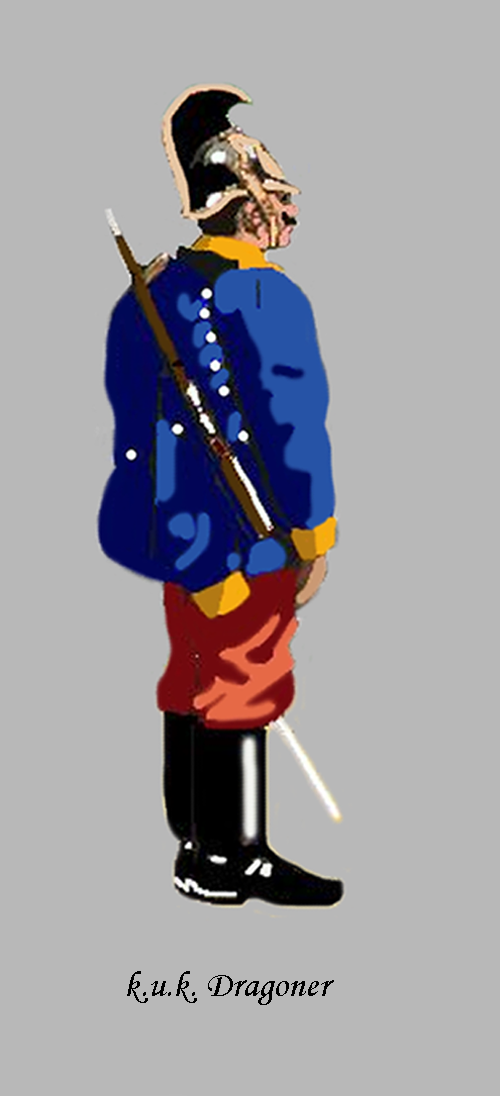

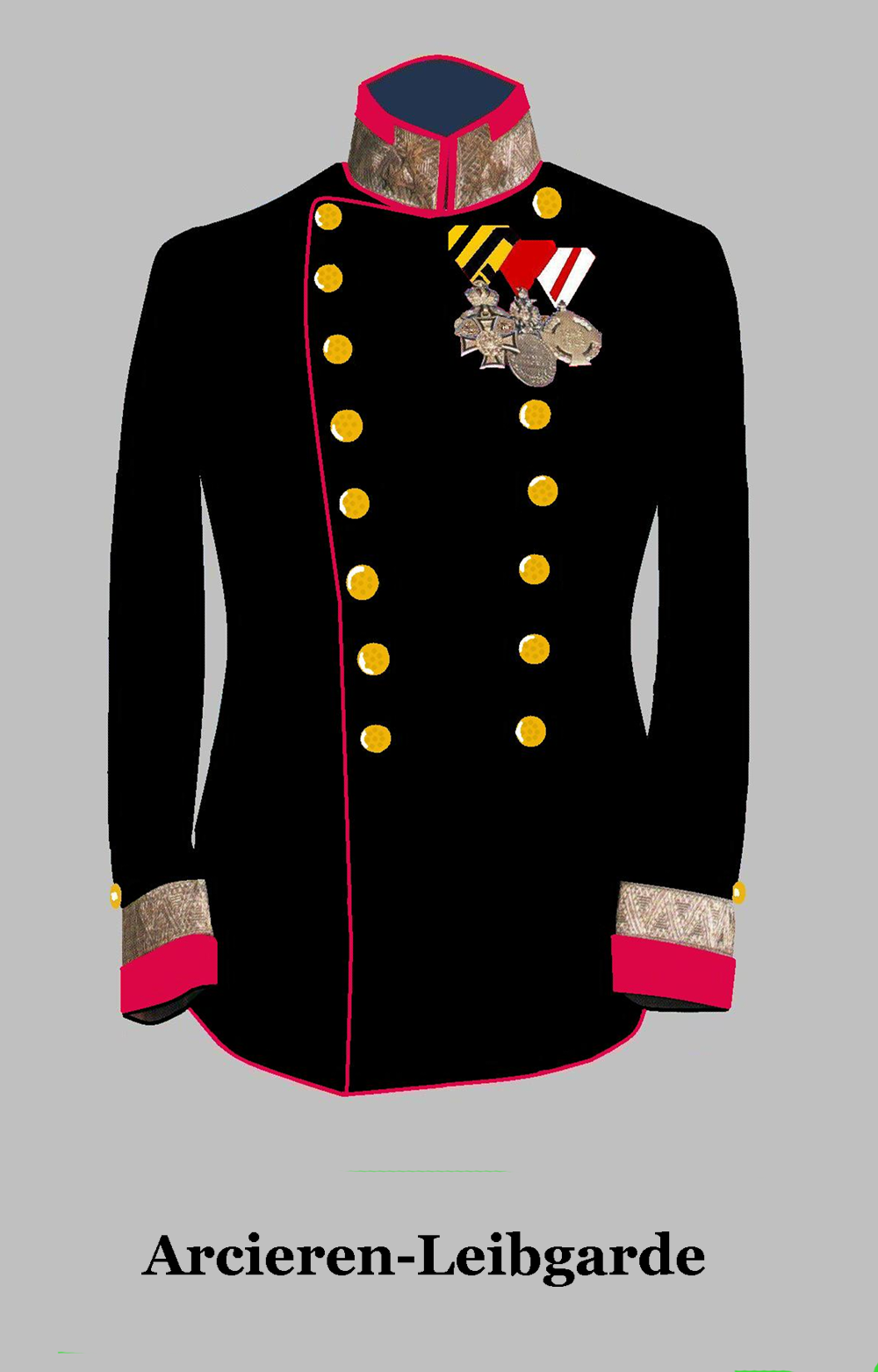
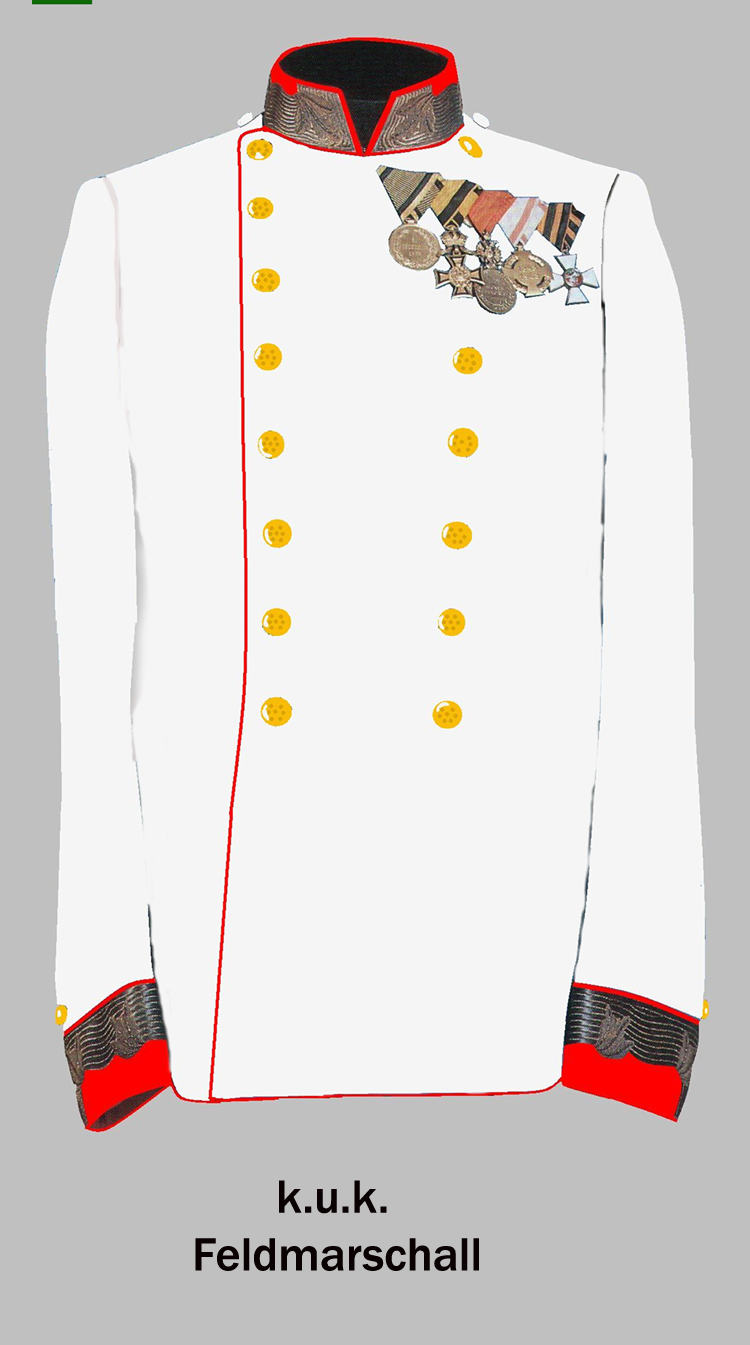
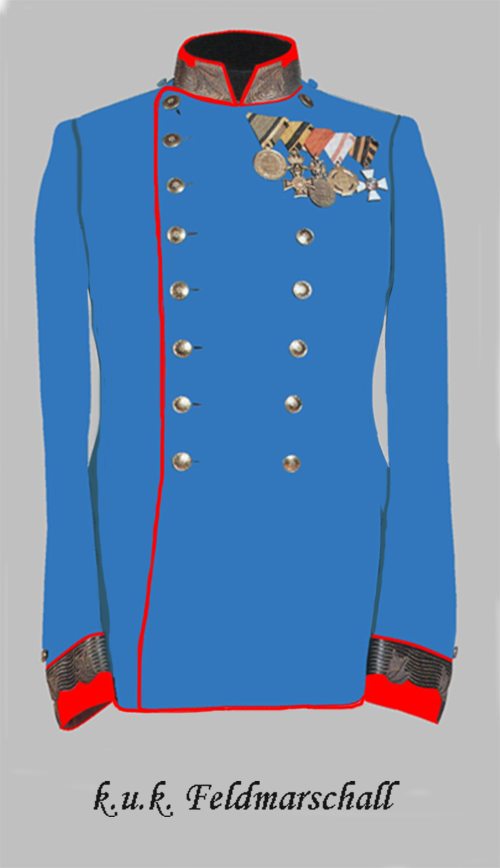
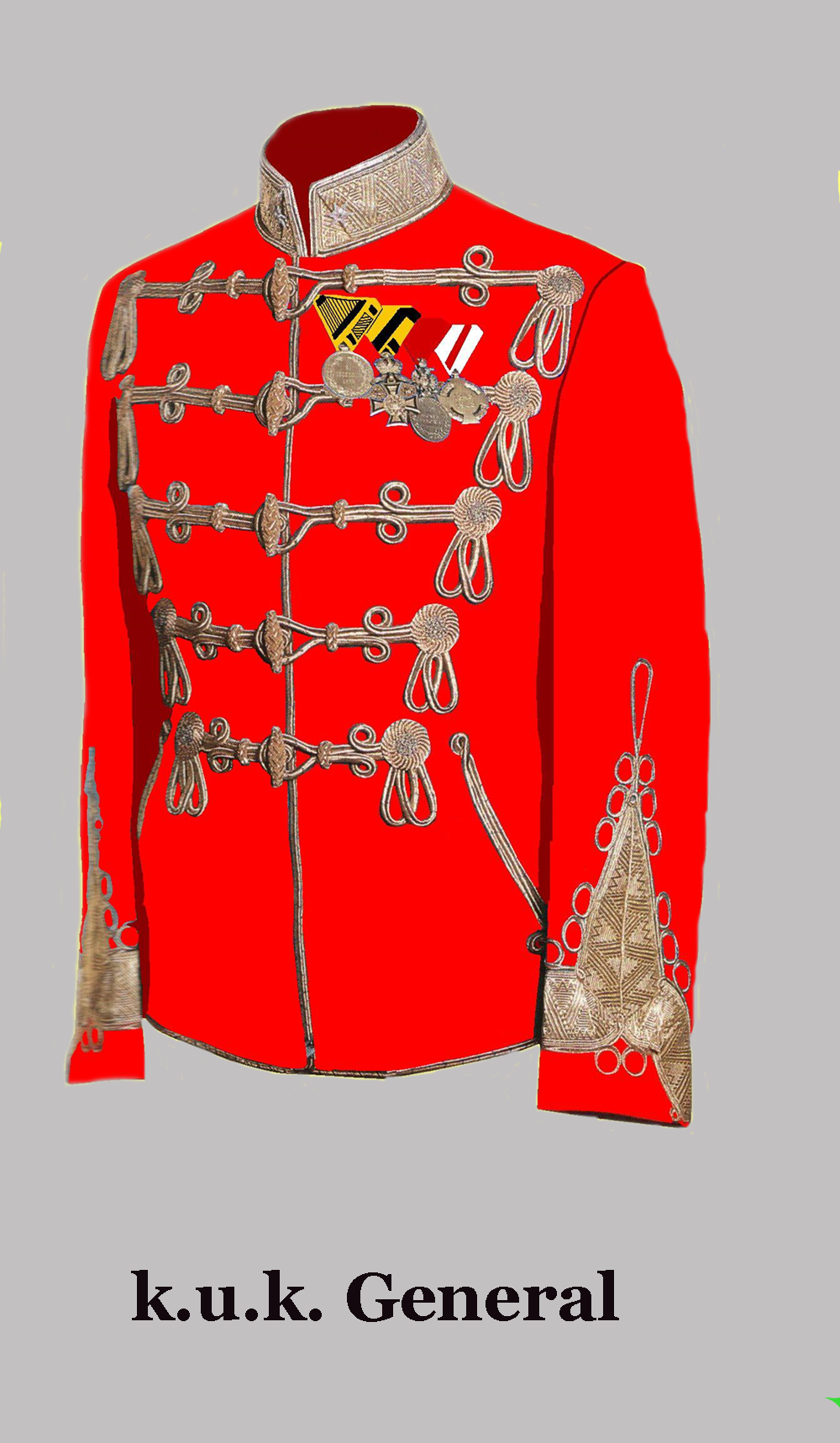
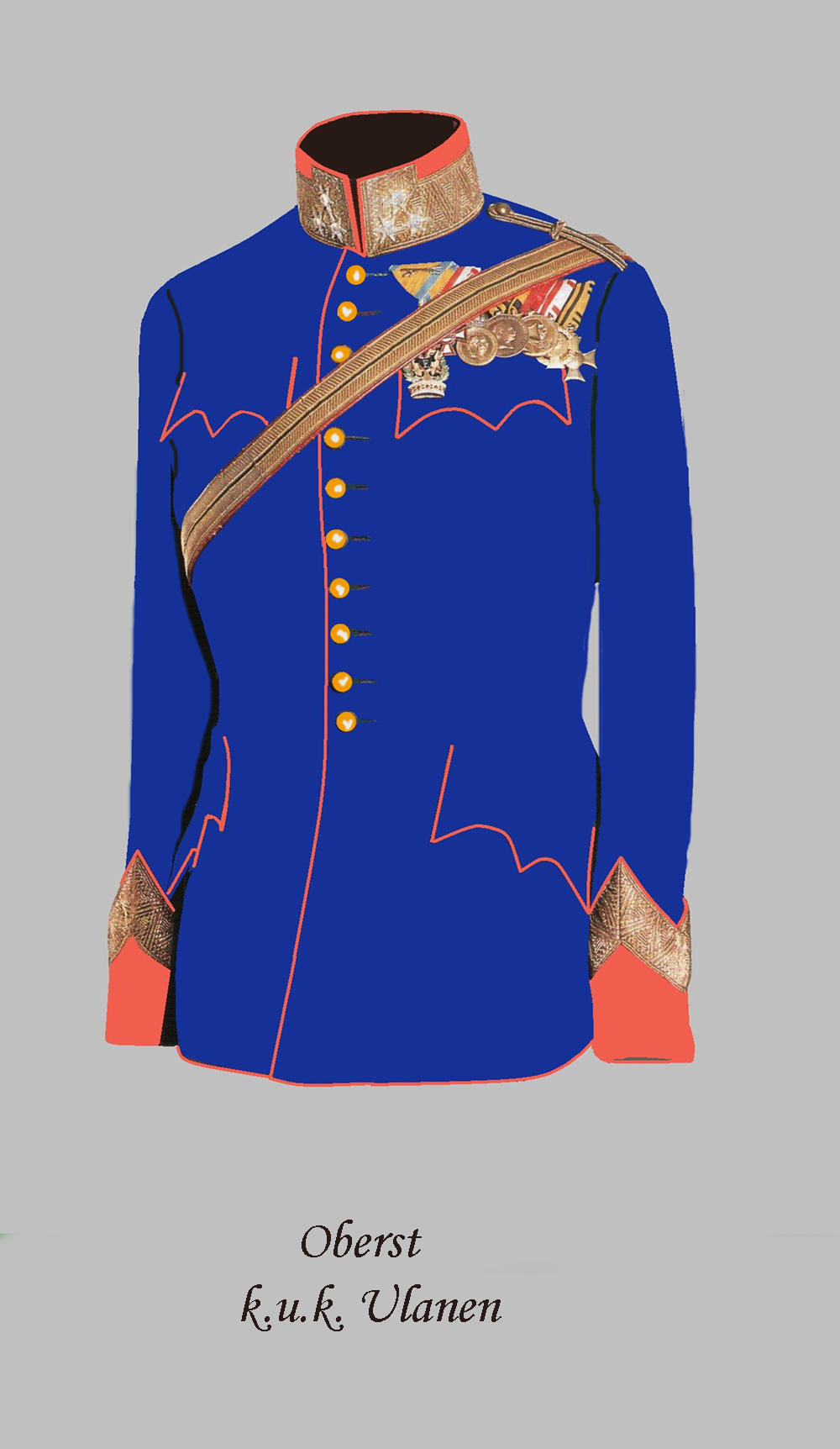